# 이탈리아의 자동차 산업

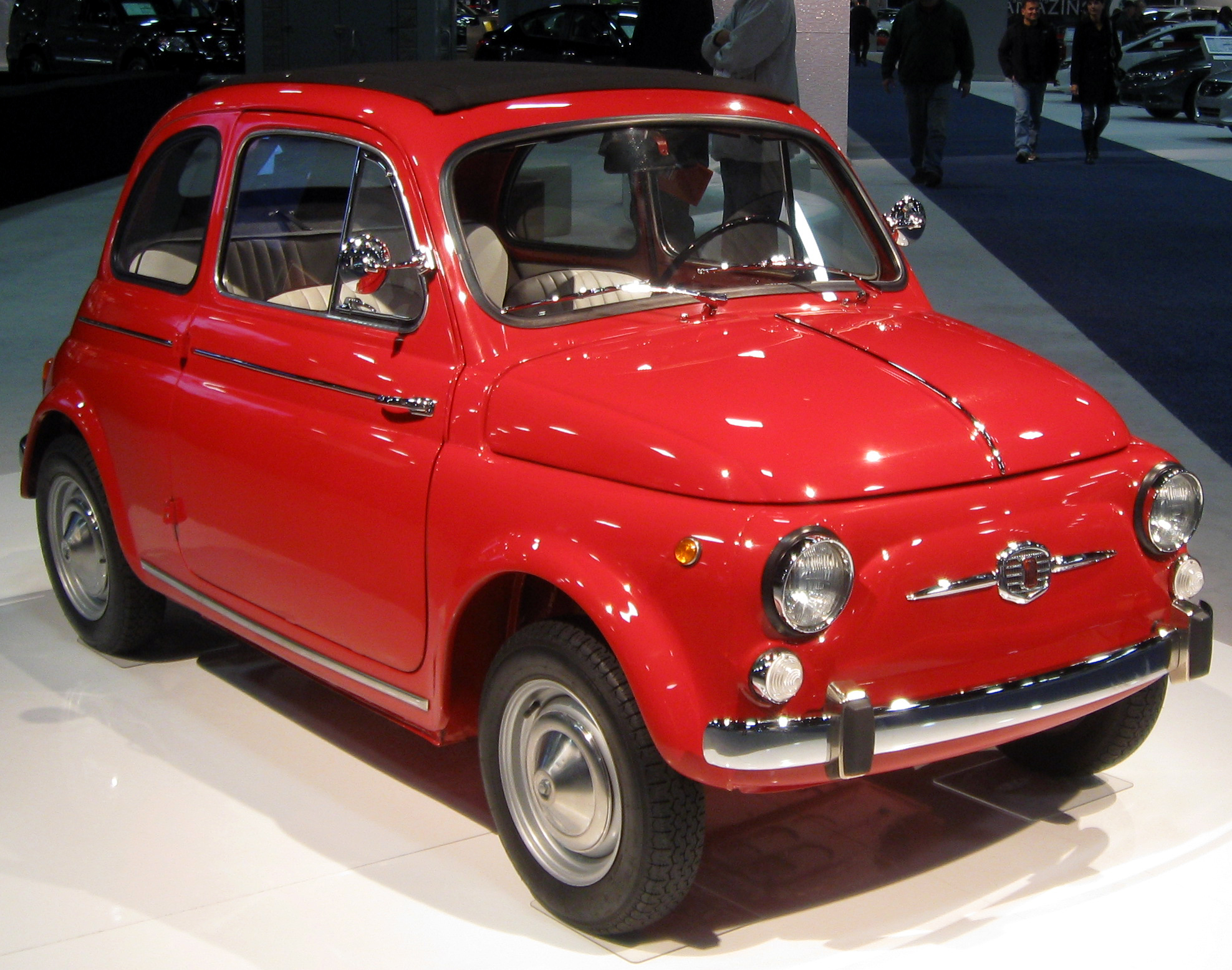
1957년에 출시된 피아트 500은 이탈리아 전후 경제 기적의 상징으로 여겨진다.

이탈리아의 자동차 산업은 이탈리아에서 큰 고용주이며, 2006년에는 2,131개 이상의 기업이 있었고 거의 25만 명을 고용했다. 이탈리아의 자동차 산업은 자동차 디자인과 소형 도시형 자동차, 스포츠카 및 슈퍼카로 가장 잘 알려져 있다. 자동차 산업은 이탈리아 GDP에 8.5%를 기여한다.
이탈리아는 유럽과 전 세계에서 중요한 자동차 생산국 중 하나이다.
오늘날 이탈리아 자동차 산업은 거의 전적으로 스텔란티스 (이전에는 피아트 그룹이라고 불림)가 지배하고 있다. 2001년에는 차량의 90% 이상이 스텔란티스에서 생산되었다. 스텔란티스는 주로 대량 생산 모델 라인 외에도 주류 피아트 브랜드, 고급 알파 로메오 및 란차 브랜드, 그리고 이국적인 마세라티 브랜드를 소유하고 있다.

## 배경

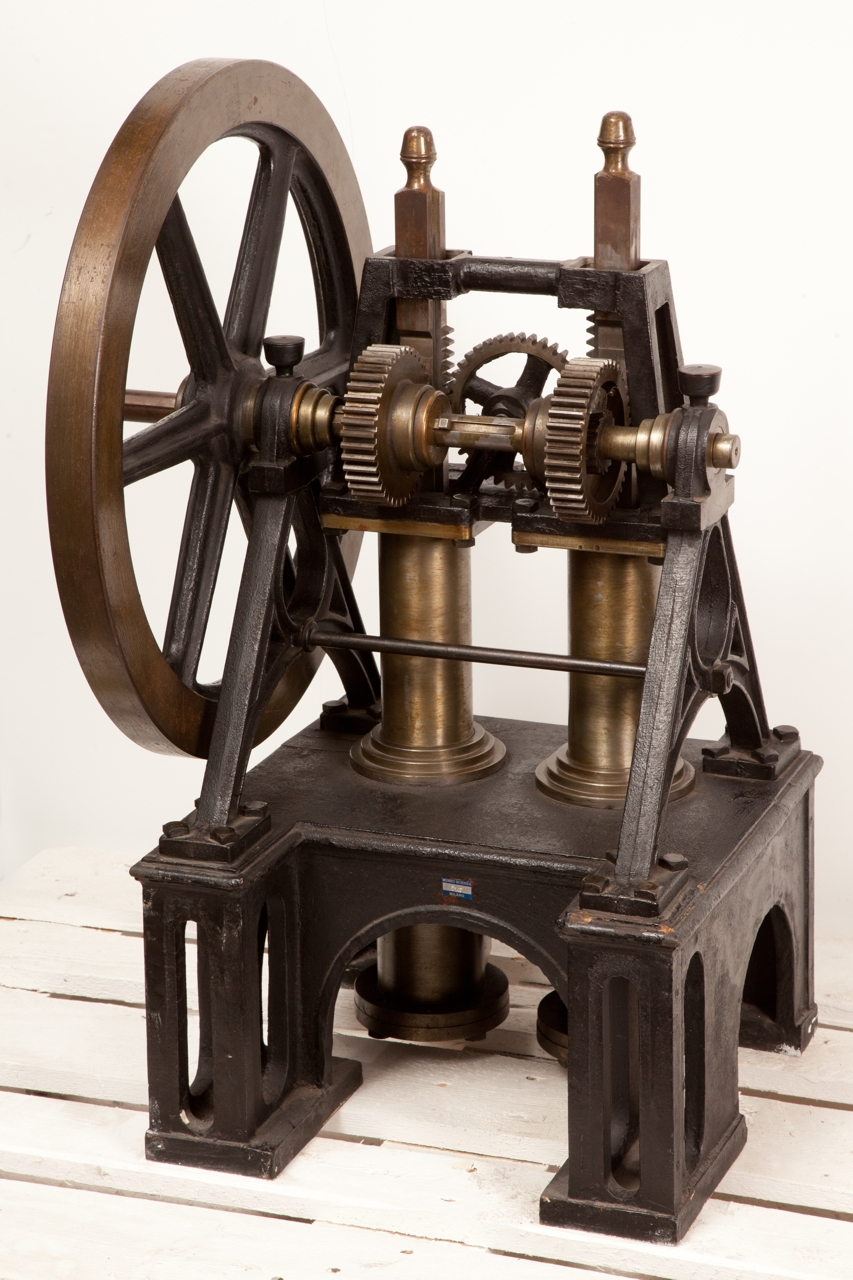
밀라노의 레오나르도 다 빈치 국립 과학 기술 박물관에 전시된 최초의 적절한 내연기관인 바르산티-마테우치 엔진

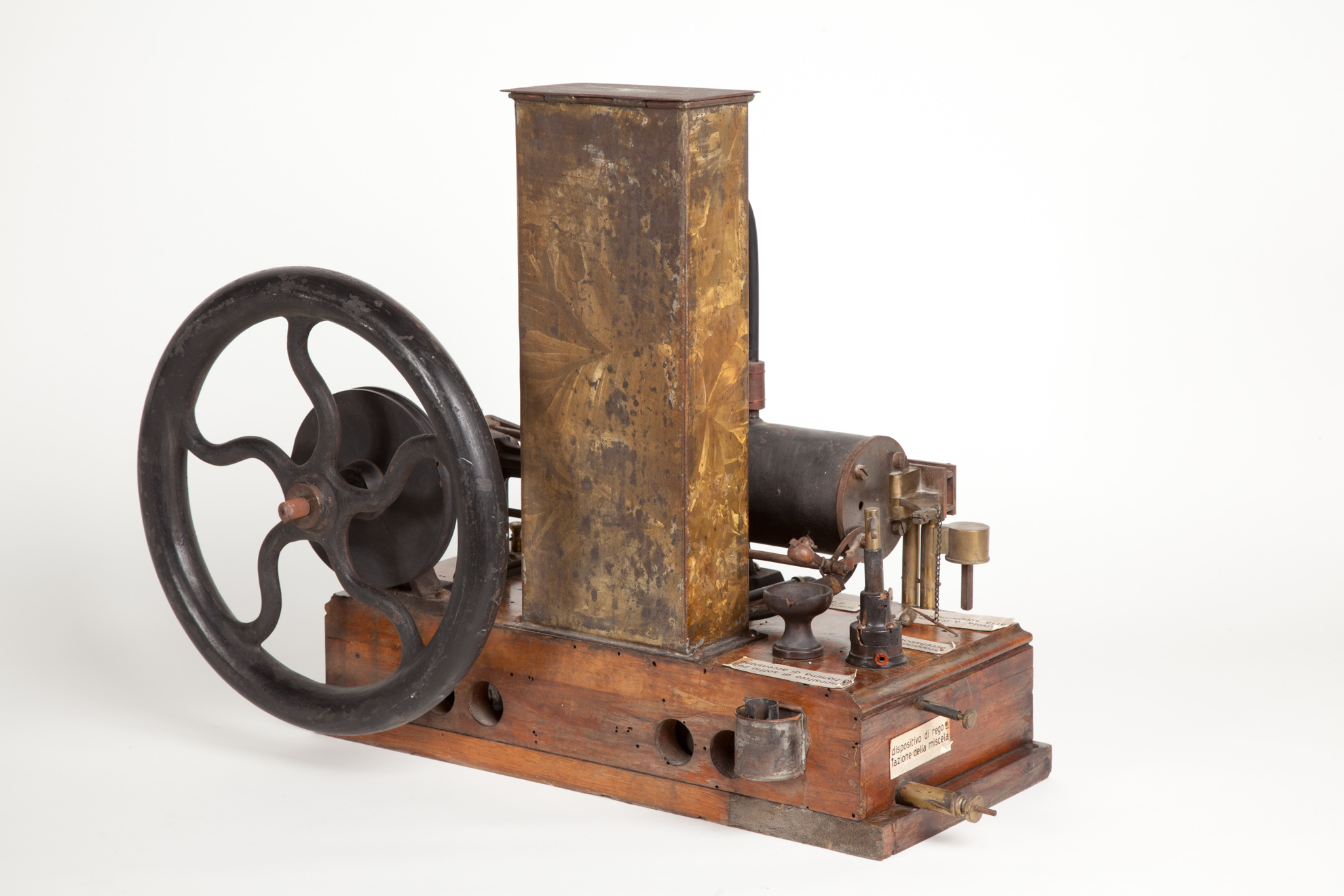
밀라노의 레오나르도 다 빈치 국립 과학 기술 박물관에 전시된 엔리코 베르나르디의 연소 엔진 시제품.

바르산티-마테우치 엔진은 대기압 2행정 엔진에서 자유 피스톤 원리를 사용한 최초의 내연기관이었다. 1851년 말 또는 1852년 초에 수학 교수인 에우제니오 바르산티와 역학 (물리학) 및 수리학 전문가인 엔지니어 펠리체 마테우치는 수소와 대기 중 공기의 기체 혼합물의 폭발과 열팽창을 이용하여 이러한 폭발 에너지의 일부를 역학적 에너지로 전환하는 프로젝트에 협력했다. 이 아이디어는 바르산티가 젊은 시절 이탈리아 볼테라의 세인트 마이클 대학에서 가르치던 약 10년 전에 시작되었다. 이탈리아 밀라노 출신의 엔지니어 루이지 데 크리스토포리스는 롬바르드 왕립 과학, 문학 및 예술 연구소의 간행물에 실린 논문에서 나프타와 공기 혼합물로 작동하는 공압 기계(나중에 제작되어 작동이 입증됨)를 설명했는데, 이는 최초의 액체 연료 엔진이었다. 바르산티와 마테우치의 12년간의 협력 기간 동안 여러 시제품의 내연기관이 제작되었다. 이것은 가장 간단한 형태로 공기와 수소 또는 조명 가스 혼합물의 폭발이 피스톤을 위로 쏘아 올려 아래 공간에 진공을 형성하는 수직 실린더로 구성된 최초의 진정한 내연기관이었다. 피스톤이 대기압 작용으로 원래 위치로 돌아오면, 사슬 톱니 바퀴에 연결된 톱니 막대를 돌려 구동축에 동력을 전달했다. 두 발명가는 많은 특허를 획득했다. 1857년 영국 및 피에몬테 특허, 1861년 바르산티, 마테우치 및 바바치의 피에몬테 특허는 이후 취리히의 에셔 비스 회사의 엔진을 제작하는 기반으로 사용되었고 1861년 피렌체에서 열린 제1회 국립 박람회에서 전시되었다. 그리고 1861년 영국 특허도 획득했다.
이탈리아 자동차 산업은 1880년대 후반에 시작되었으며, 스테파니니-마르티나가 최초의 제조업체로 여겨지지만 엔리코 베르나르디는 1884년에 휘발유로 움직이는 삼륜차를 만들었다. 베르나르디는 베로나에서 중등교육을 마치고 1859년 10월 파도바 대학교에 입학했다. 그는 1863년 6월 파도바 대학교에서 수학 박사 학위를 받았으며, 측지학, 수리 측정학, 합리 역학 및 실험 물리학 학과 조교로 대학에 남았다. 1867년에 베르나르디는 비첸차의 왕립 직업 산업 연구소에서 물리학 및 역학 학과장을 맡았다. 그는 왕립 연구소의 학장이 되었고 1878년까지 그 직책을 유지했으며, 이후 파도바 대학교에서 수력 및 농업 기계 교수가 되었고 1879년부터 1915년까지 그곳의 기계 연구소를 이끌었다.

## 설명

### 1890년대부터 1920년대까지

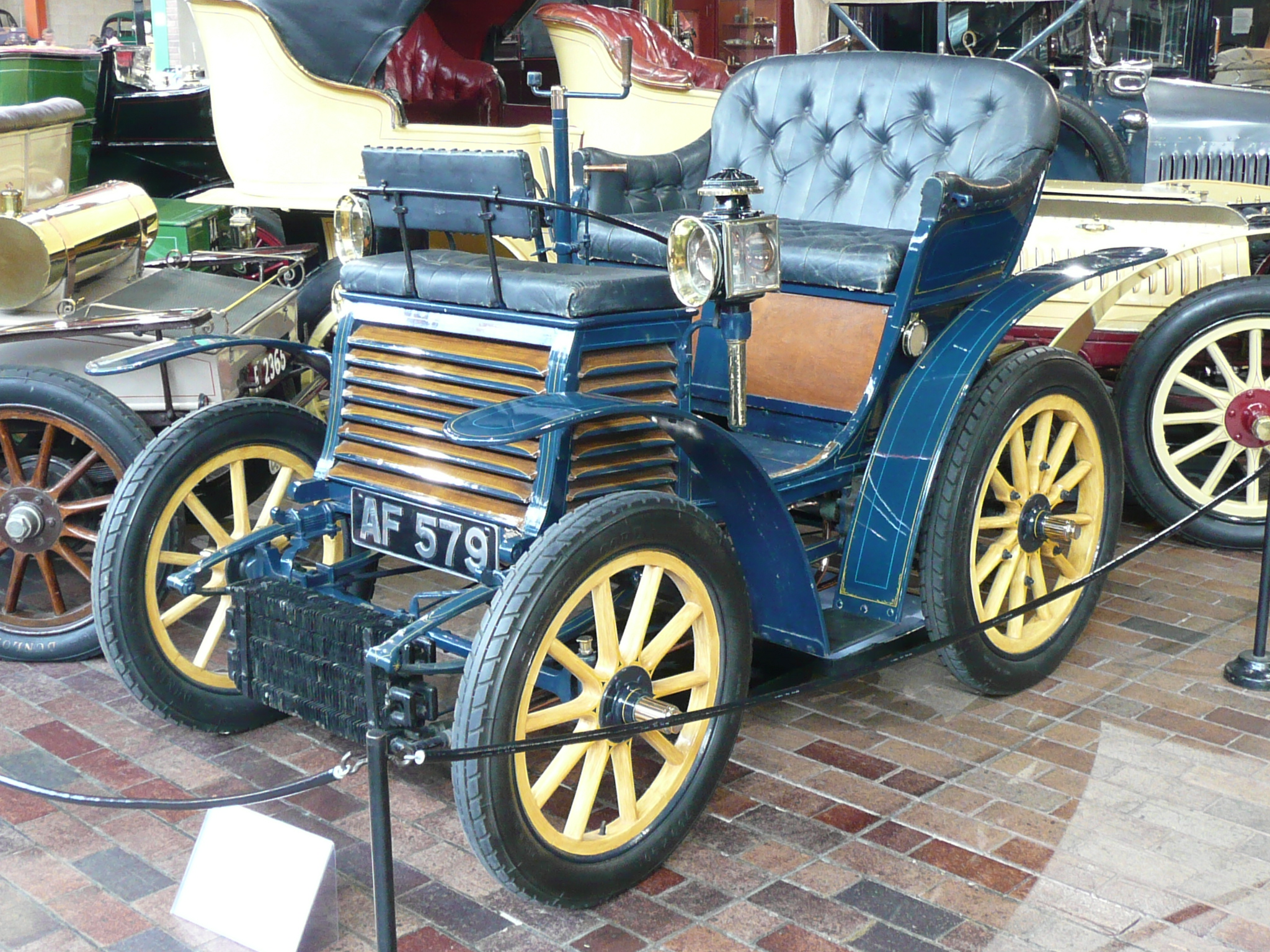
피아트 4 HP (1899)는 피아트에서 생산된 첫 번째 자동차 모델이다.

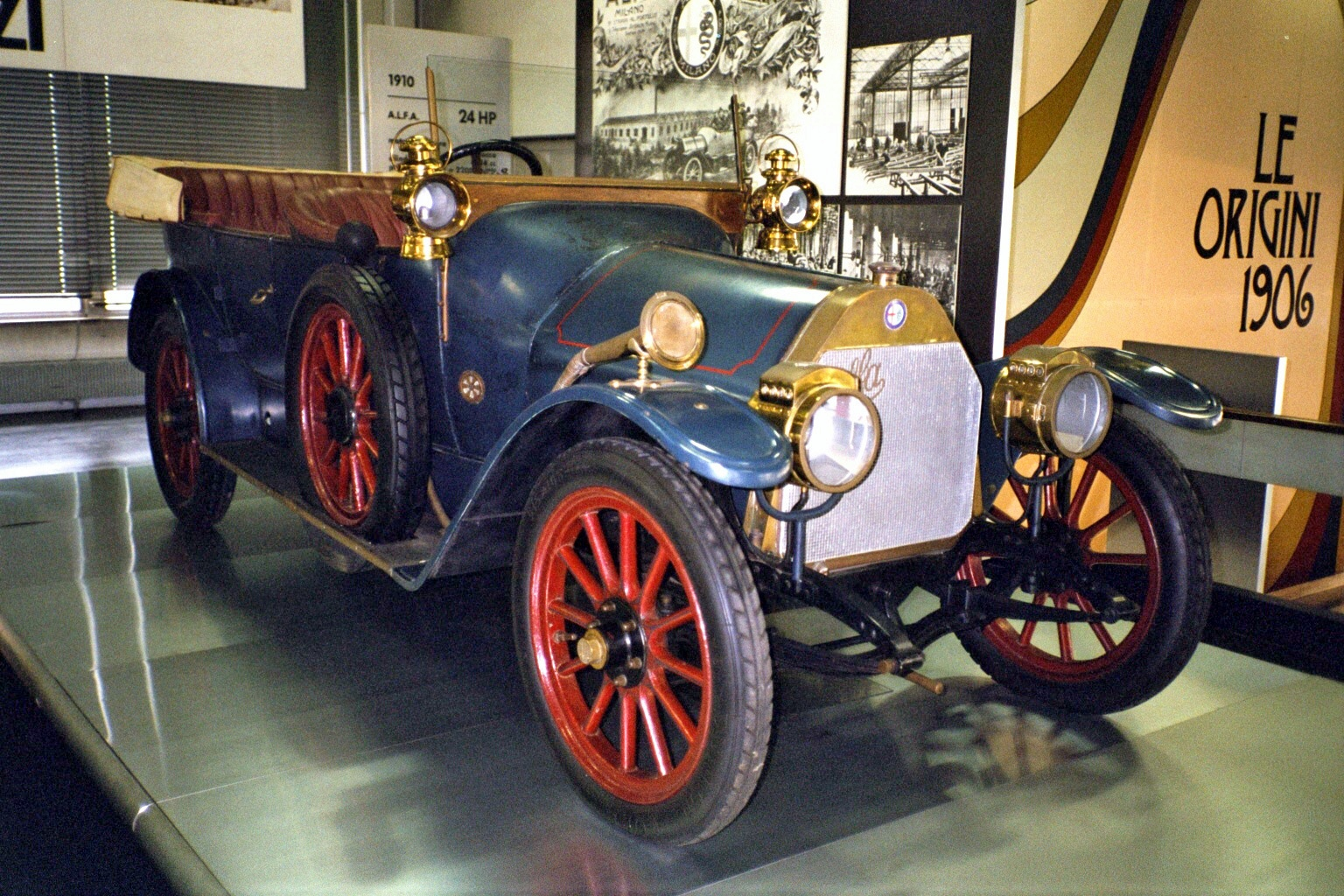
알파 로메오 박물관에 전시된 A.L.F.A 24 HP (1910)

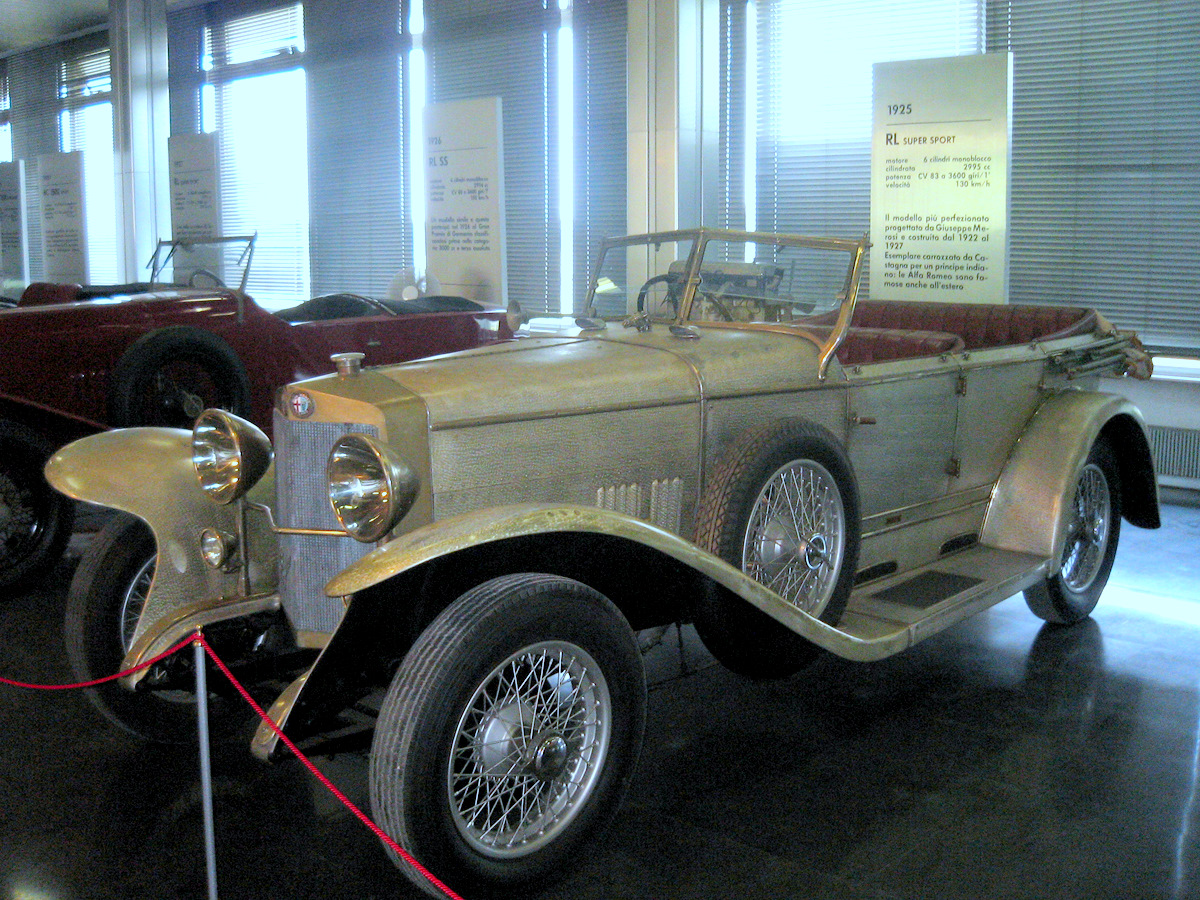
알파 로메오 박물관에 전시된 알파 로메오 RL (1925)

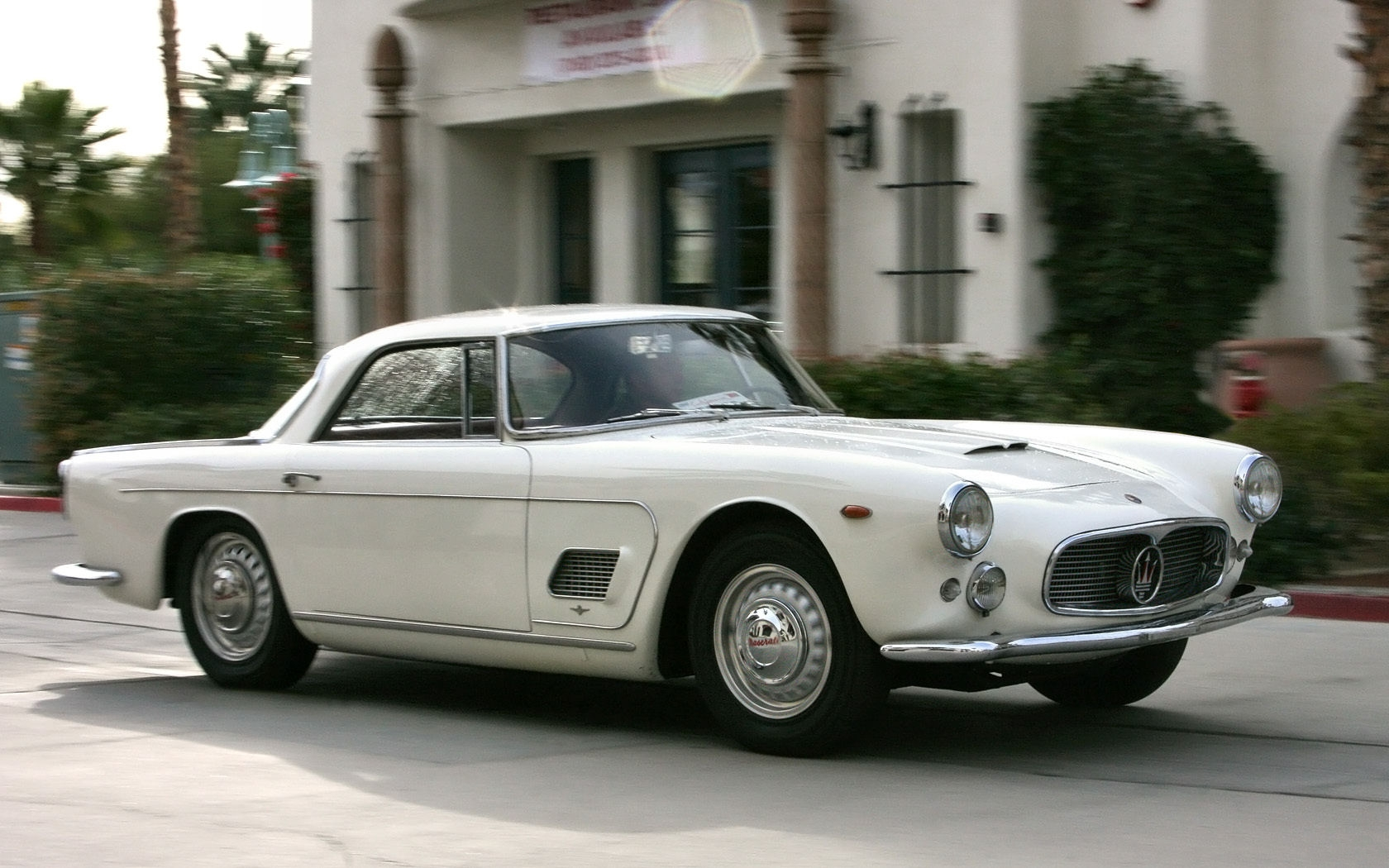
1958년 마세라티 3500 GT

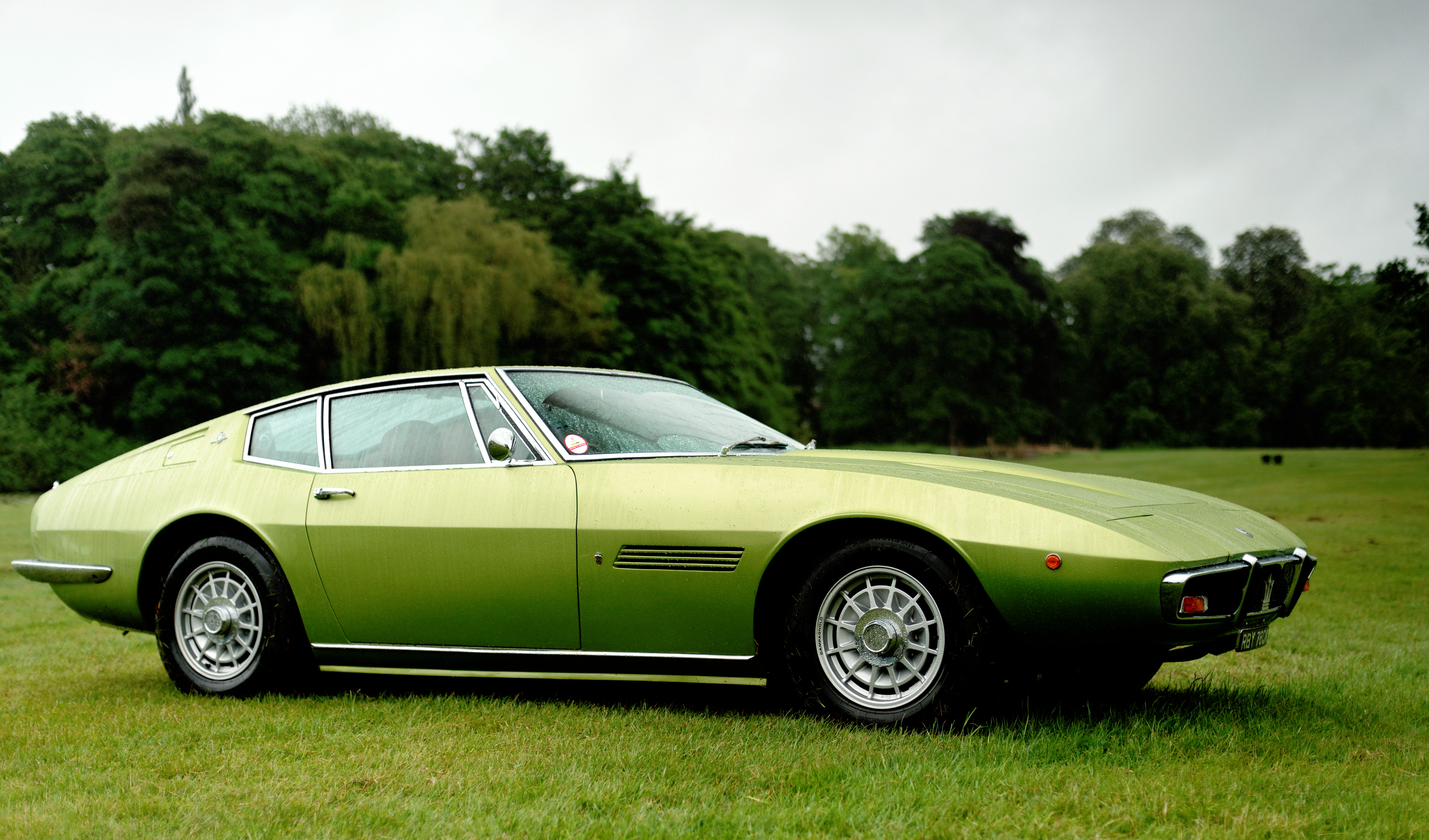
1971년 마세라티 기블리 SS 4.9 쿠페

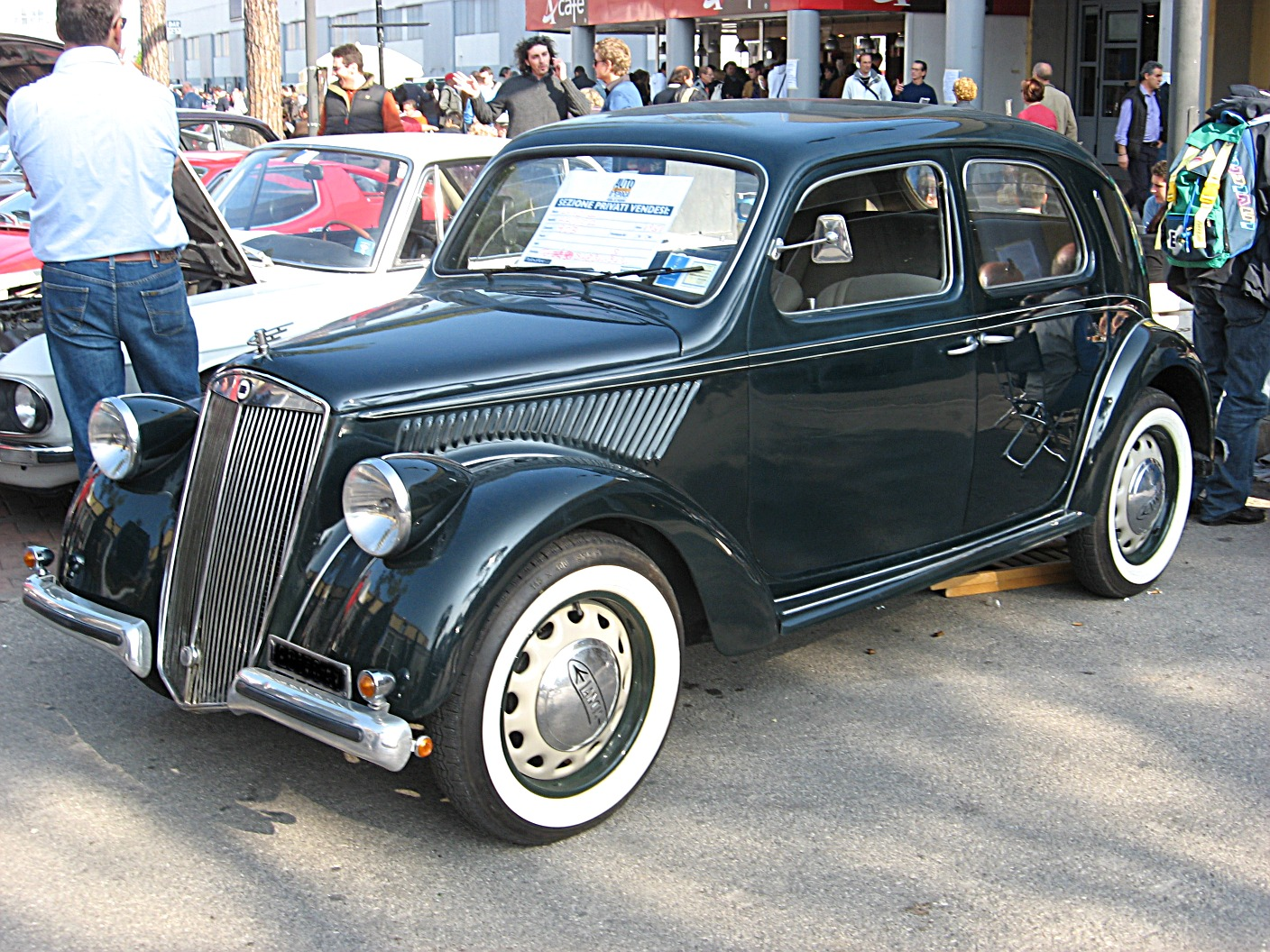
1939년부터 1953년까지 생산된 란차 아르데아

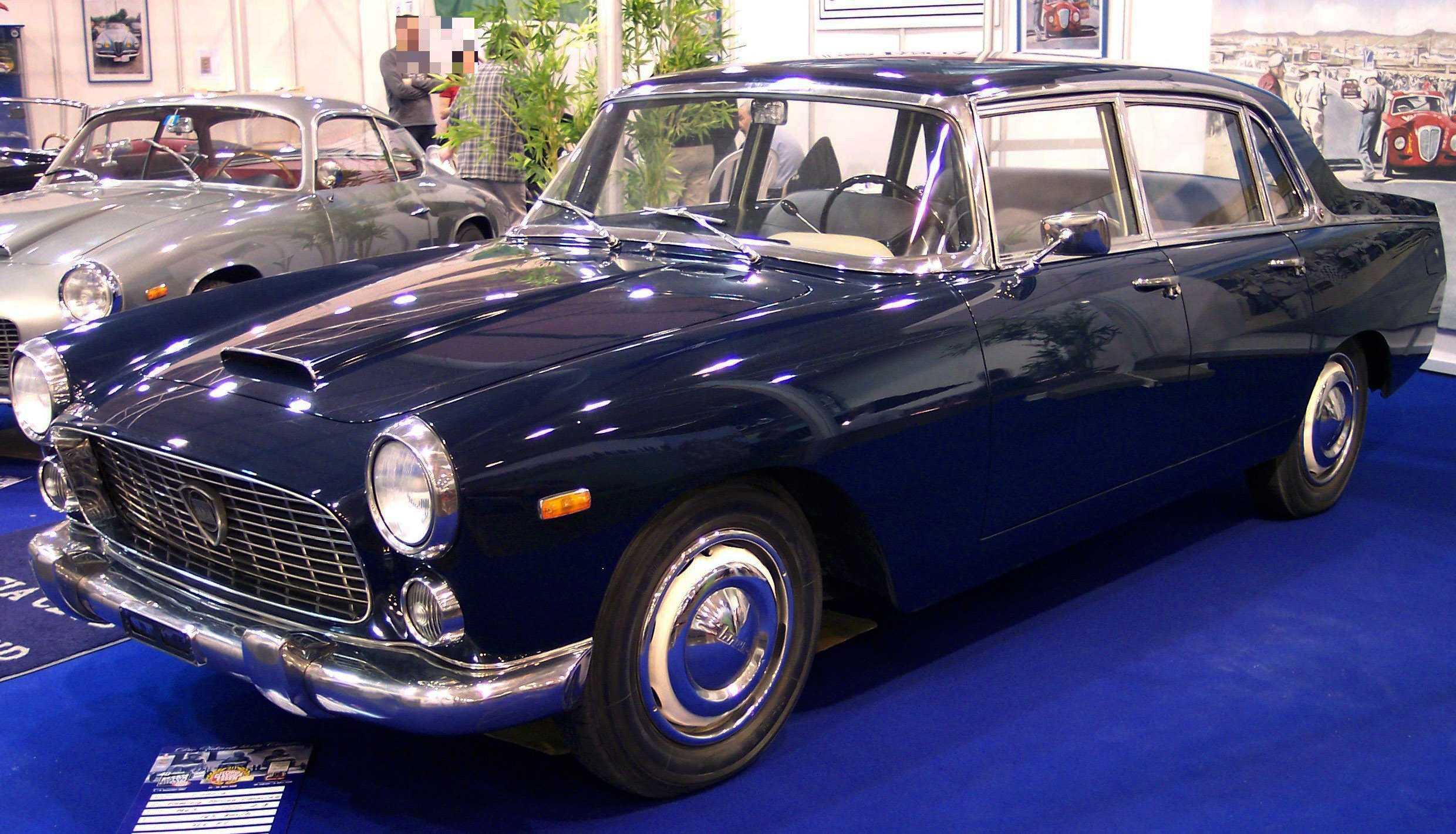
1957년부터 1970년까지 생산된 란차 플라미니아

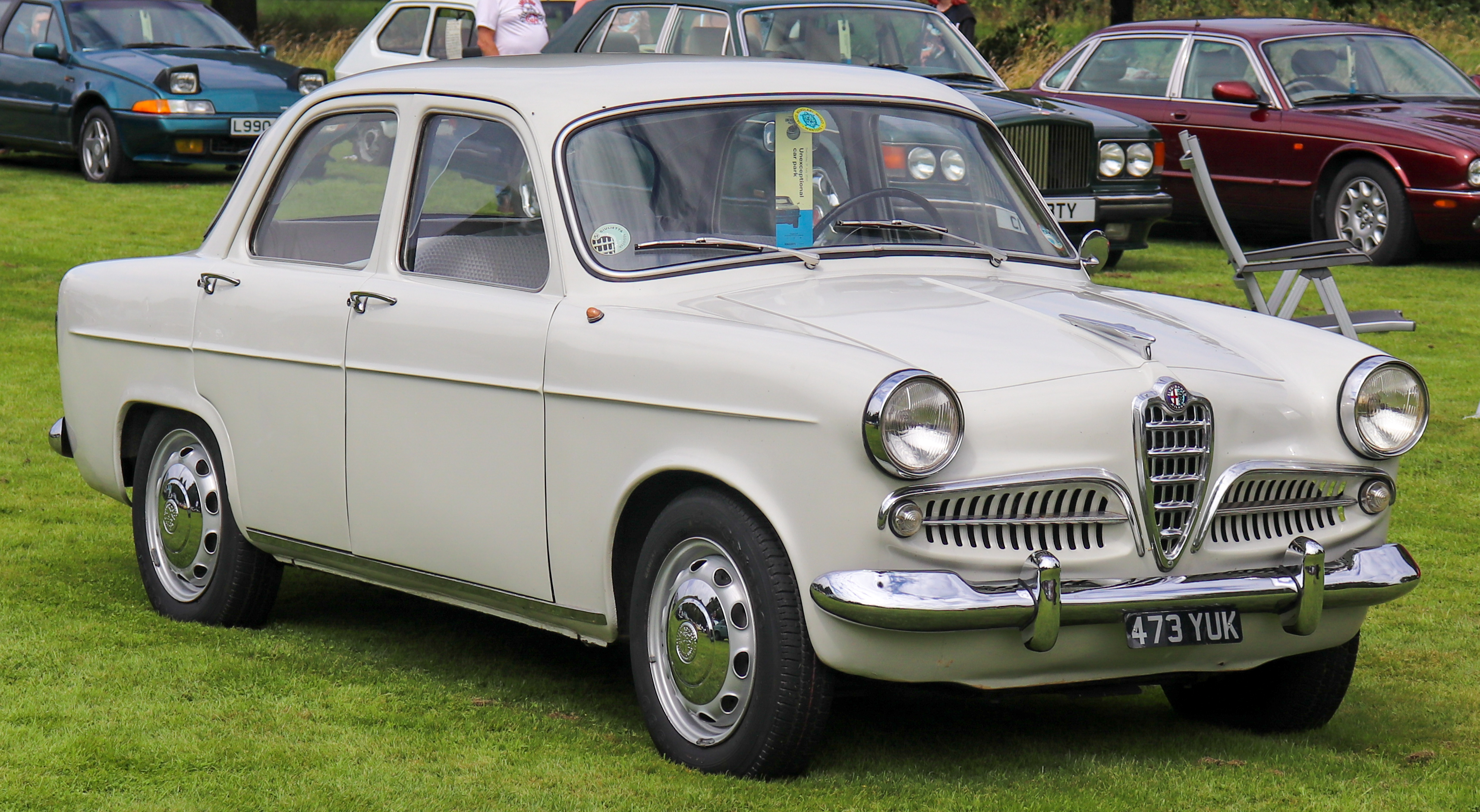
1954년부터 1965년까지 생산된 알파 로메오 줄리에타

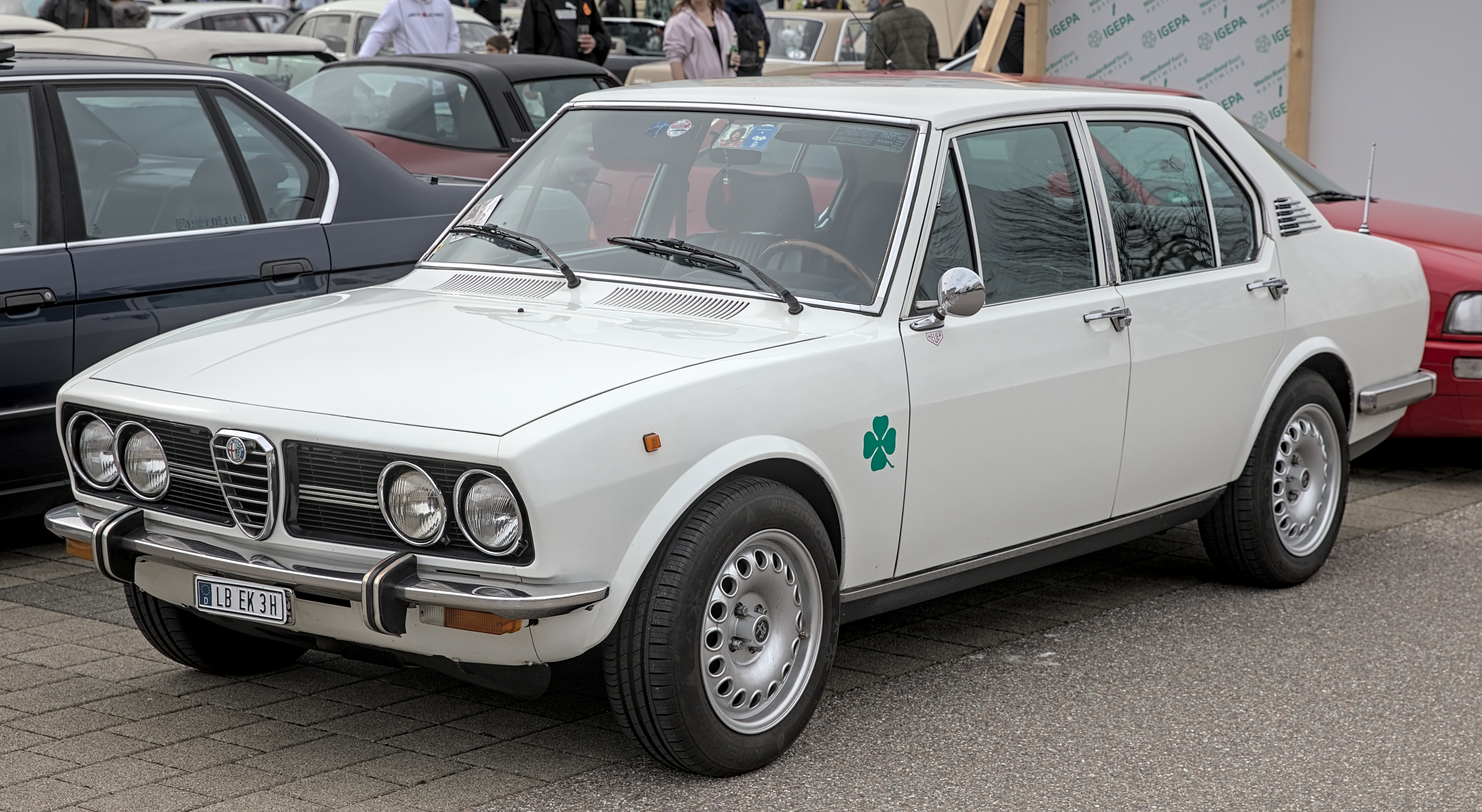
1972년부터 1984년까지 생산된 알파 로메오 알파타

1888년 조반니 바티스타 체이라노는 웰리에스(Welleyes) 자전거를 만들기 시작했다. 영국식 이름이 더 잘 팔렸기 때문에 그렇게 이름 지었다고 한다. 그리고 1898년 10월, 그는 형제들인 마테오 체이라노와 에르네스토 체이라노와 함께 웰리에스 자동차를 만들기 위해 체이라노 GB & C를 공동 설립했다. 규모와 재정 문제에 직면하자 그들은 조반니 아녤리가 이끄는 지역 귀족과 사업가 컨소시엄에 연락했고, 1899년 7월 피아트 S.p.A.는 공장, 디자인, 특허를 인수하여 최초의 F.I.A.T.인 피아트 4 HP를 생산했다. 웰리에스 / F.I.A.T 4 HP는 679cc 엔진을 장착했으며 시속 35 km/h (22 mph)의 속도를 낼 수 있었다. 처음부터 엔지니어링 직원의 재능과 창의성으로 유명했던 피아트는 1903년 작은 이익을 냈고 135대의 자동차를 생산했으며, 1906년에는 1,149대로 증가했다. 이후 회사는 밀라노 증권거래소를 통해 주식을 공개 판매했다.
아녤리는 1945년 사망할 때까지 회사를 이끌었으며, 비토리오 발레타는 회사의 일상 업무를 관리했다. 첫 번째 자동차인 3 ½ CV(24대만 제작되었고, 모두 알레시오가 차체를 만들었다)는 체이라노 GB & C에서 인수한 디자인을 기반으로 했으며 697 cc (42.5 cu in) 복서 트윈 엔진을 장착했다. 1903년, 피아트는 첫 트럭을 생산했다. 1908년, 첫 피아트 자동차가 미국으로 수출되었다. 같은 해, 첫 피아트 항공기 엔진이 생산되었다. 또한 비슷한 시기에 피아트 택시가 유럽에서 인기를 얻었다.
이탈리아의 고급 자동차 제조업체인 이소타 프라스키니는 1900년에 설립되었으며, 처음에는 르노 모델 자동차를 조립했다. 이 회사는 체사레 이소타와 빈첸초, 안토니오, 오레스테 프라스키니 형제가 밀라노에 설립했다. 이 회사는 창립자인 체사레 이소타와 빈첸초 프라스키니의 이름을 따서 명명되었는데, 그들은 1899년부터 모르스 및 르노 자동차와 아스테르 자체 엔진을 수입해왔다. 이소타와 프라스키니는 1904년에 자체 제품을 출시하기 전까지 아스테르 엔진을 장착한 르노와 매우 유사한 자동차를 조립했다. 실제 르노와는 더 깔끔한 언더슬렁 전면 라디에이터 배열을 가졌다. 이 상표를 단 첫 번째 자동차는 24 마력 (18 kW)의 출력을 내는 4기통 엔진을 장착했다.
이탈라는 1904년부터 1934년까지 이탈리아 토리노에 본사를 둔 자동차 제조업체로, 1903년 마테오 체이라노와 5명의 파트너가 시작했다. 첫 해에 18마력, 24마력, 50마력의 세 가지 자동차가 제공되었다. 1905년에는 14.8리터 5기통 모델로 코파 플로리오에서 우승하고 다음 해에는 타르가 플로리오에서 우승한 대형 엔진 경주용 자동차를 만들기 시작했다. 1907년에는 7,433 cc (453.6 cu in) 35/45마력 모델을 타고 슐모나의 10대 왕자인 스치피오네 보르게세 백작이 운전하여 베이징-파리 자동차 경주에서 3주 앞서 우승했다. 이러한 스포츠 성공은 판매에 엄청난 도움이 되었으며, 회사는 계속 성장했다. 회사는 가변 스트로크, 슬리브 밸브, "Avalve" 로터리 타입과 같은 다양한 새로운 엔진을 실험했으며 제1차 세계 대전 초에는 광범위한 자동차를 제공했다. 전쟁 중 이탈라는 비행기 엔진을 만들었지만 생산에서 손실을 보았다. 현재 토리노의 국립 자동차 박물관에 전시된 이탈라 모드. 35/45 HP는 베이징-파리 자동차 경주에서의 우승으로 유명해졌다.
알파 로메오는 1910년 6월 24일 밀라노에서 A.L.F.A.(Anonima Lombarda Fabbrica Automobili의 약자)로 설립되었다. 이 회사는 프랑스 자동차 제조업체 다락의 부실한 이탈리아 자회사를 인수하기 위해 Cavaliere Ugo Stella가 설립했으며, 그는 투자자이자 경영자였다. 첫 번째 자동차는 주세페 메로시가 디자인한 24 HP로, 상업적으로 성공을 거두었으며 1911년 타르가 플로리오 내구 레이스에 참가했다. 1915년 8월, A.L.F.A.는 나폴리의 기업가이자 공학자인 니콜라 로메오에게 인수되었고, 그는 회사의 포트폴리오를 중장비 및 항공기 엔진으로 크게 확장했다. 1920년, 회사 이름은 알파 로메오로 변경되었으며, 토르페도 20–30 HP가 새로운 브랜드를 달고 나온 첫 번째 차량이었다.
란차는 1906년 토리노에서 빈첸초 란차와 클라우디오 포골린에 의해 설립되었다. 1969년에는 피아트의 일부가 되었다. 이 브랜드는 강력한 랠리 유산과 1922년 란차 람다의 모노코크 섀시와 1948년 란차 아르데아에 도입된 5단 기어박스와 같은 기술 혁신으로 유명하다. 1992년 이후 세계 랠리 선수권 대회에 출전하지 않고 있음에도 불구하고, 란차는 여전히 다른 어떤 브랜드보다 많은 제조사 챔피언십을 보유하고 있다. 란차 브랜드 차량 판매는 1990년 30만 대 이상에서 2010년에는 10만 대 미만으로 감소했다. 란차의 브랜드 입지가 훨씬 작아졌음에도 불구하고, 란차 입실론은 이탈리아에서 여전히 인기가 많다. 실제로 2019년에는 이탈리아에서 두 번째로 많이 팔린 자동차였다.

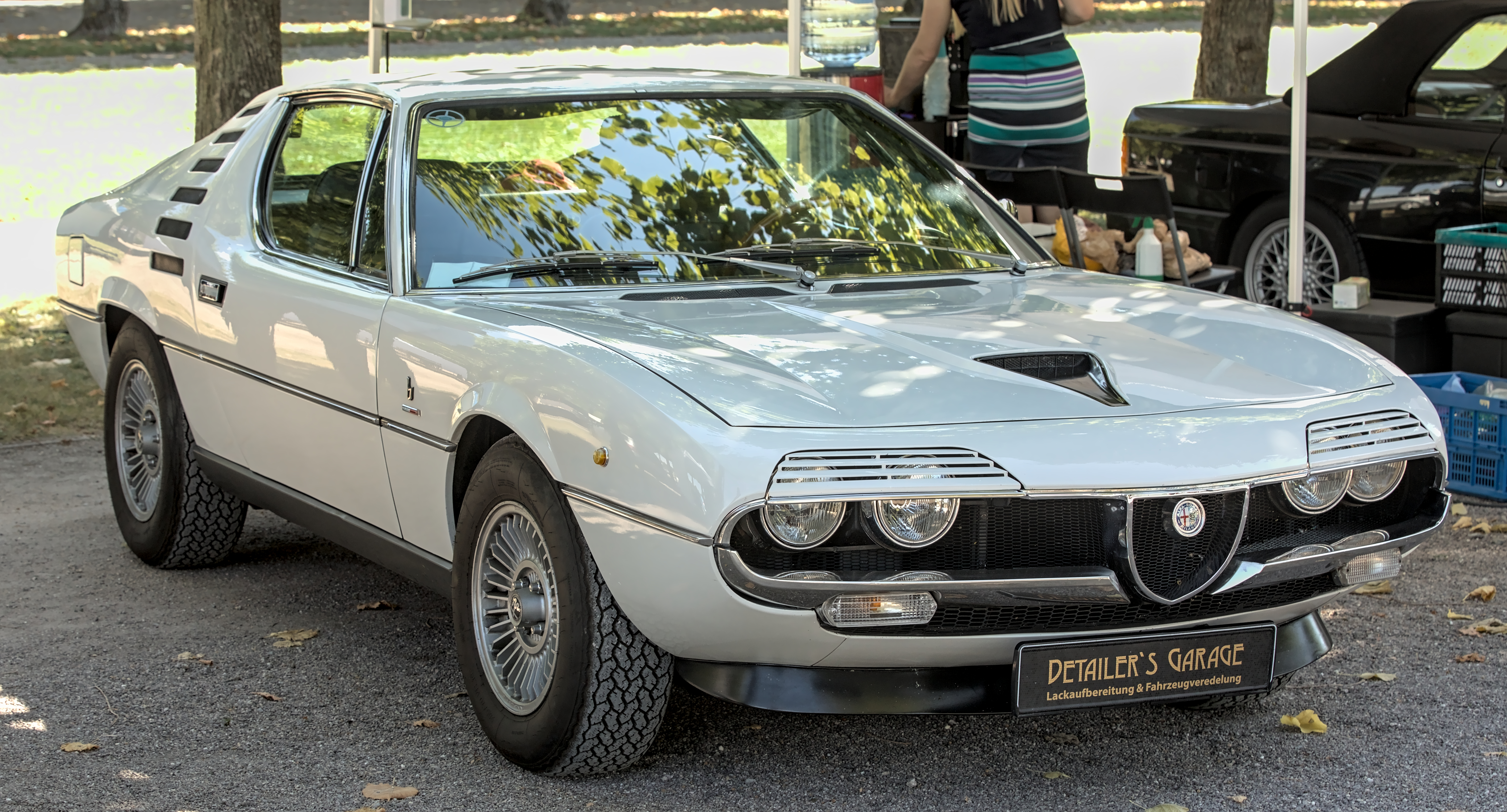
베르토네가 디자인한 알파 로메오 몬트리올

그루포 베르토네는 자동차 스타일링, 코치빌딩 및 제조를 전문으로 하는 이탈리아의 산업 디자인 회사였다. 이 회사는 자동차 제조 회사이기도 했다. 이 회사는 이탈리아 북부 그룰리아스코에 본사를 두고 있었다. 그루포 베르토네는 1912년 조반니 베르토네가 카로체리아 베르토네로 설립했다. 누치오 베르토네 디자이너는 제2차 세계 대전 이후 회사를 맡았고 회사는 제조를 위한 카로체리아와 스타일링을 위한 스틸레 베르토네의 두 개 부문으로 나뉘었다. 2014년 파산할 때까지 이 회사는 누치오 베르토네의 미망인 릴리 베르토네가 이끌었다. 파산 당시 약 100명의 직원을 직접 고용했다. 2014년에 대부분의 직원이 일자리를 잃었고 후속 인수에 흡수되지 않았다. 회사 박물관의 자동차는 오토모토클럽 스토리고 이탈리아노 및 볼란디아와 같은 다른 박물관으로 옮겨졌다. 파산 후, 베르토네라는 이름은 한 건축가가 인수하여 일부 전직 직원들이 소유했으며, 이들은 밀라노에 본사를 둔 소규모 외부 디자인 사무실인 베르토네 디자인으로 계속 활동하며 산업 디자인 및 건축에 더 집중했다. 베르토네 디자인은 2016년 2분기에 이미 메르세데스-벤츠 테크놀로지스를 통해 자동차 디자인 활동을 하고 있던 AKKA 테크놀로지스 그룹에 매각되었다. AKKA 테크놀로지스 그룹은 2020년에 베르토네 브랜드를 새로운 소유주인 마우로와 장-프랑크 리치에게 매각했다. 2022년에 마우로와 장-프랑크 리치는 베르토네 브랜드를 되살렸다. 한정판 차량 시리즈 중 첫 번째인 GB110은 2022년 12월에 공개되었고, 2024년 6월에 공개되었다.
마세라티는 1914년 볼로냐에서 설립되었다. 현재 회사의 본사는 모데나에 있으며, 문장은 삼지창이다. 이 회사는 2021년부터 스텔란티스가 소유하고 있다. 마세라티는 처음에는 페라리와 관련이 있었다. 2014년 5월, 야심찬 계획과 제품 출시로 인해 마세라티는 한 달에 3,000대 이상의 자동차를 기록적으로 판매했다. 이로 인해 콰트로포르테와 기블리 모델의 생산을 늘리게 되었다. 기블리와 콰트로포르테 외에도 마세라티는 마세라티 그란투리스모와 두 가지 SUV 모델인 마세라티 르반떼(최초의 마세라티 SUV)와 마세라티 그레칼레를 제공한다. 마세라티는 전 세계적으로 연간 생산량 한도를 75,000대로 설정했다.
자가토는 우고 자가토가 1919년에 설립한 코치빌더 회사이다. 이 회사의 디자인 센터는 롬바르디아주 로 근처의 테라차노 마을에 위치하고 있다. 우고 자가토는 이탈리아 자동차 디자이너이자 제작자였다. 그는 로비고 근처의 가벨로에서 태어났다(1890년 6월 25일). 그는 1919년에 "Officine Aeronaut Aluminum Ti Che Pomilio"를 떠나 밀라노에 자신의 사업을 시작하면서 코치빌딩 경력을 시작했다. 그는 항공 기술을 자동차 분야로 옮기려고 했다. 당시의 자동차는 종종 부피가 크고 무거웠는데, 우고 자가토는 항공기 동체와 유사한 알루미늄 판금 프레임을 가진 경량 구조로 자동차를 구상했다.
자동차 산업은 빠르게 성장했으며, 제조업체로는 아퀼라 이탈리아나, 체이라노 형제, 디아토, 이탈라, 주니어, 소시에타 체이라노 오토모빌리 토리노, 소시에타 토리네세 오토모빌리 라피드, SPA, 추스트 등이 있었다. 제1차 세계 대전과 제2차 세계 대전 및 1970년대의 경제 위기 동안 이 브랜드들 중 다수는 사라지거나 FIAT 또는 외국 제조업체에 인수되었다. 수년에 걸쳐 이탈리아 자동차 산업은 이탈리아 외부에서도 수많은 사업에 참여했으며, 그 중 많은 부분이 피아트 기반 모델의 생산과 관련이 있었다. 여기에는 러시아의 라다 자동차, 옛 유고슬라비아의 자스타바 자동차와 자스타바 코랄, 폴란드의 FSO(폴스키 피아트) 및 스페인의 세아트(현재 폭스바겐의 일부)가 포함된다.

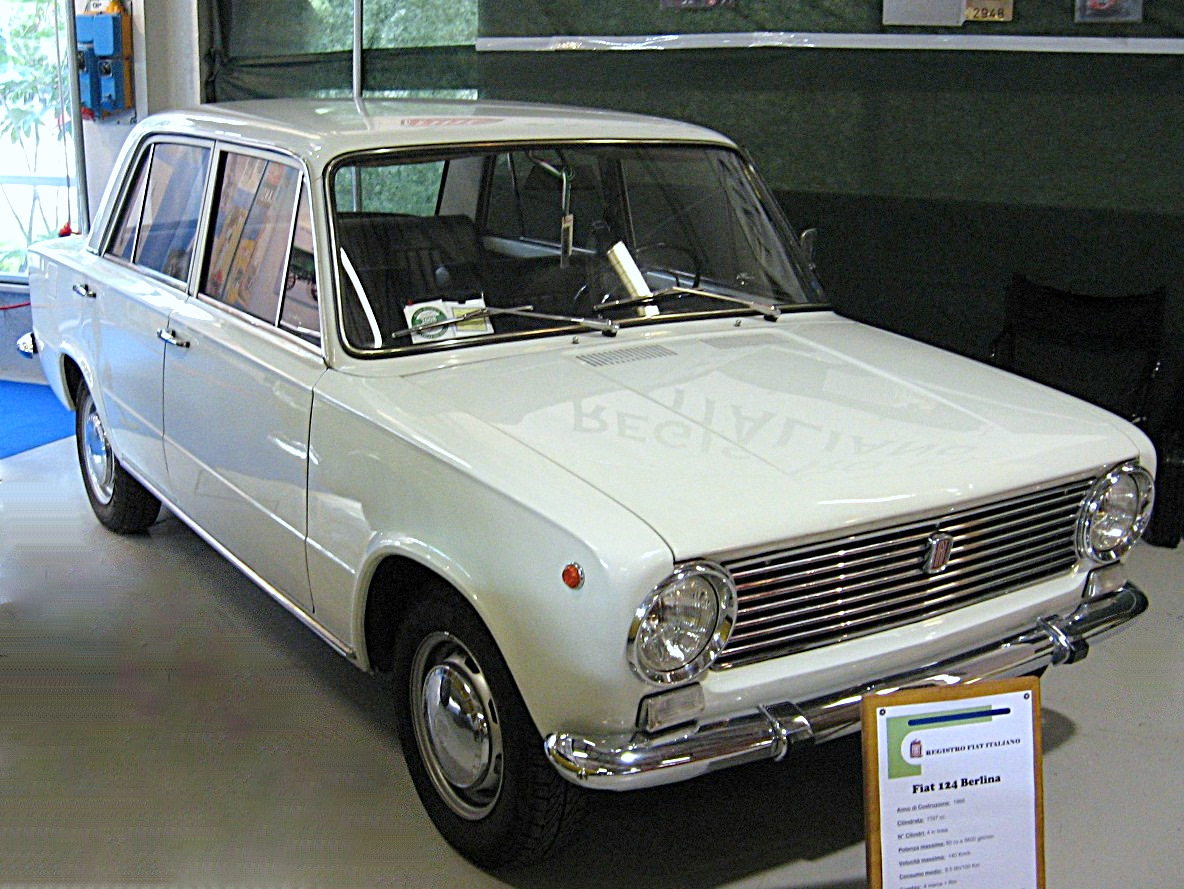
1967년 유럽 올해의 차인 피아트 124. 소련(라다 자동차)과 터키(TOFAŞ 무라트 124, TOFAŞ 세르체) 대량 생산 자동차 산업의 선조

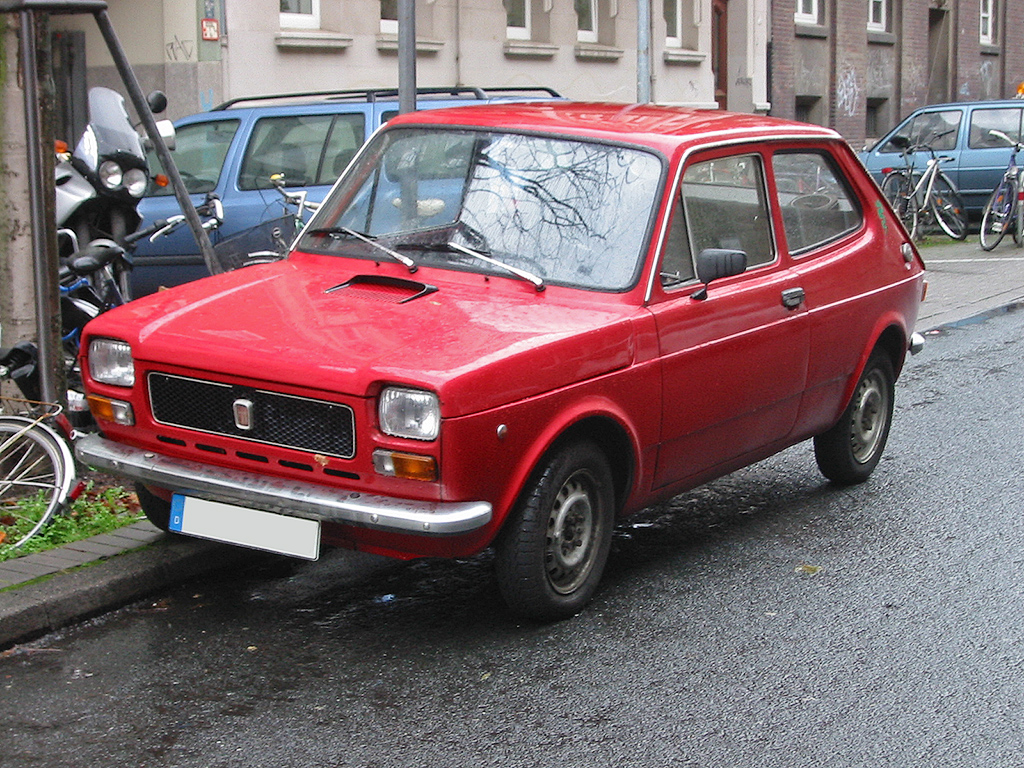
1972년 유럽 올해의 차인 피아트 127. 스페인(세아트)과 유고슬라비아(자스타바 자동차) 자동차 산업의 촉매제

### 1930년대부터 현재까지
피닌파리나는 이탈리아 토리노, 캄비아노에 본사를 둔 자동차 디자인 회사이자 코치빌더이다. 이 회사는 1930년 바티스타 "피닌" 파리나가 설립했다. 2015년 12월 14일, 인도 다국적 기업 마힌드라 그룹은 피닌파리나 S.p.A.의 지분 76.06%를 약 1억 6천 8백만 유로에 인수했다. 피닌파리나는 다양한 자동차 제조업체에서 차량 디자인을 의뢰받는다. 이들 회사에는 페라리, 알파 로메오, 푸조, 피아트, GM, 란차, 마세라티와 같은 오랜 고객부터, 중국 제조업체인 아비치나 산업기술, 체리 자동차, 창펑 자동차, 브릴리언스 차이나 오토, JAC, 베트남의 빈패스트와 같은 아시아 시장 신흥 기업, 그리고 대우그룹과 현대자동차와 같은 대한민국 제조업체도 포함된다.

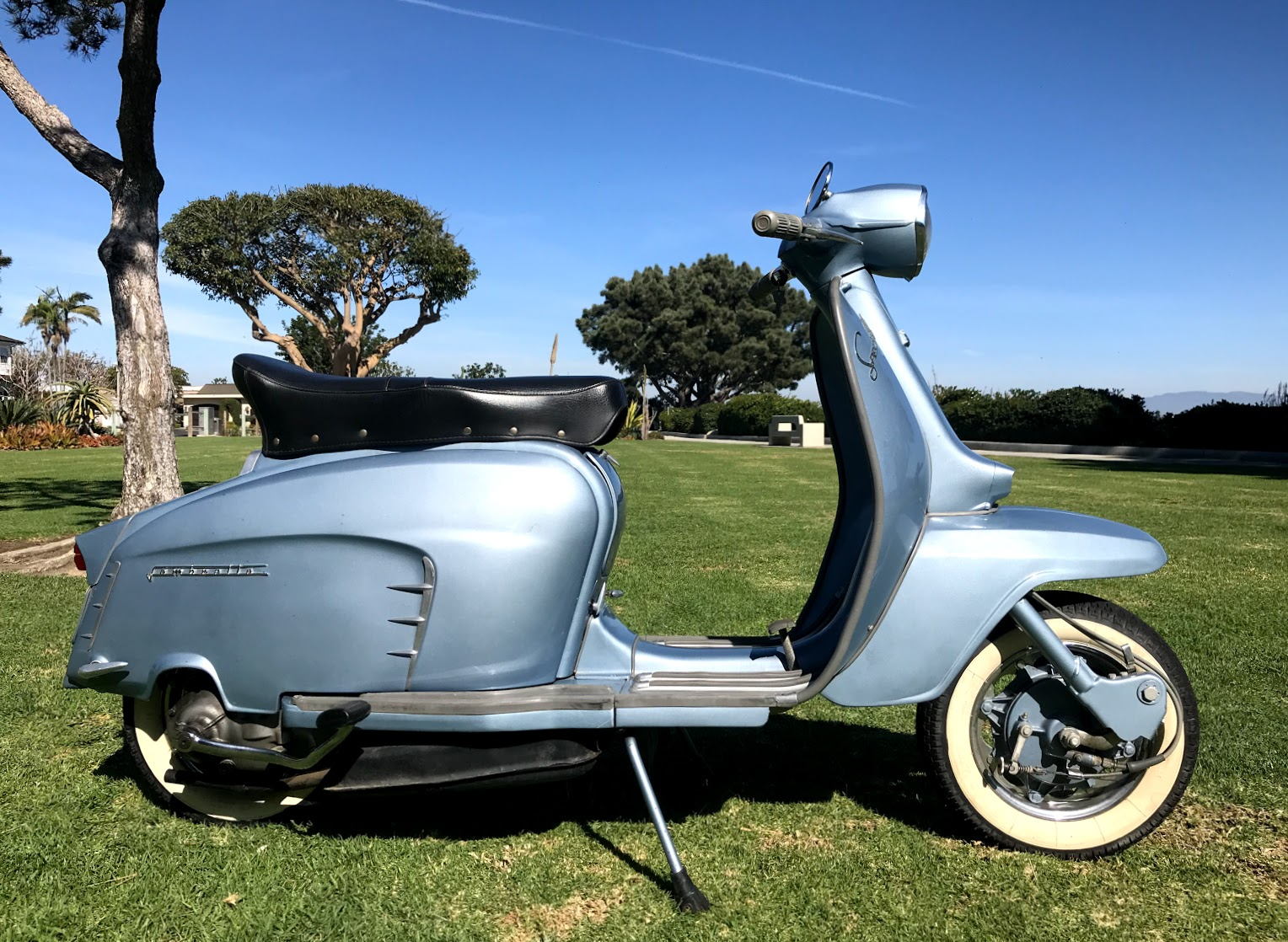
1966년 이노첸티 람브레타 Li 125 스페셜

이노첸티는 원래 페르디난도 이노첸티가 1933년 밀라노 동쪽 외곽의 람브라테 지역에 설립한 기계 공장이었다. 수년에 걸쳐 그들은 람브레타 스쿠터와 주로 브리티시 레일랜드 계열의 다양한 자동차를 생산했다. 이 브랜드는 피아트에 인수된 지 6년 후인 1996년에 단종되었다. 제2차 세계 대전 이후, 이 회사는 수년 동안 람브레타 스쿠터 모델인 람브레타 48, LI125, LI150, TV175, TV200, SX125, SX150, SX200, GP125, GP150, GP200 등으로 유명했다.

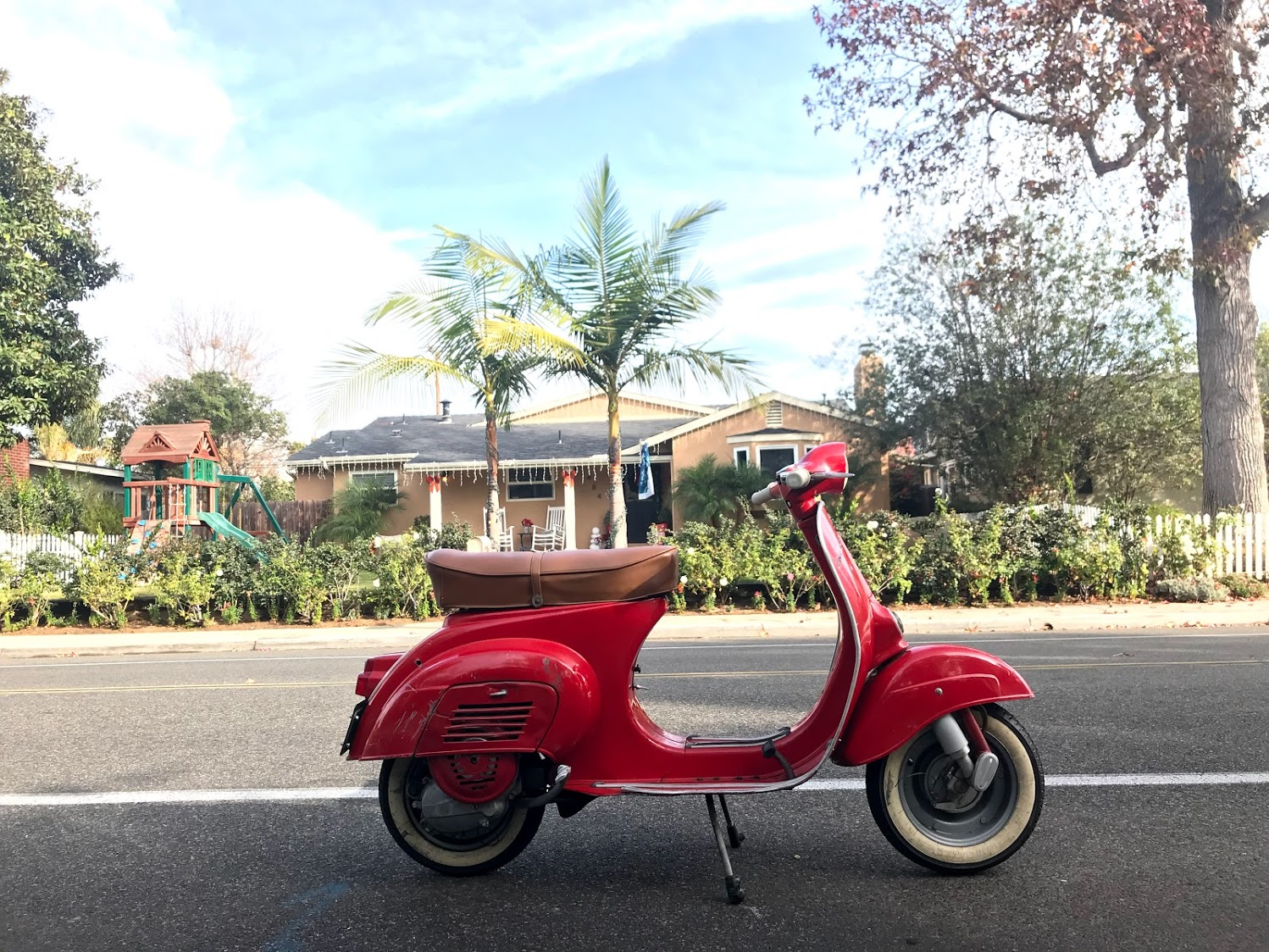
1964년 피아지오 베스파 90

피아지오 그룹은 오토바이 제조업체로, 피아지오, 베스파, 아프릴리아, 모토 구찌 및 데르비의 네 가지 브랜드로 다양한 이륜 모터 비클과 소형 상용차를 생산한다. 본사는 이탈리아 폰테데라에 있다. 이 회사는 1884년 리날도 피아지오가 설립했으며, 처음에는 기관차와 궤도차를 생산했다. 피아지오 그룹의 자회사들은 총 7,053명의 직원을 고용하고 있으며 2014년에는 총 519,700대의 차량을 생산했다. 이 제조업체는 6개의 연구 개발 센터를 보유하고 있으며 50개국 이상에서 사업을 운영하고 있다.

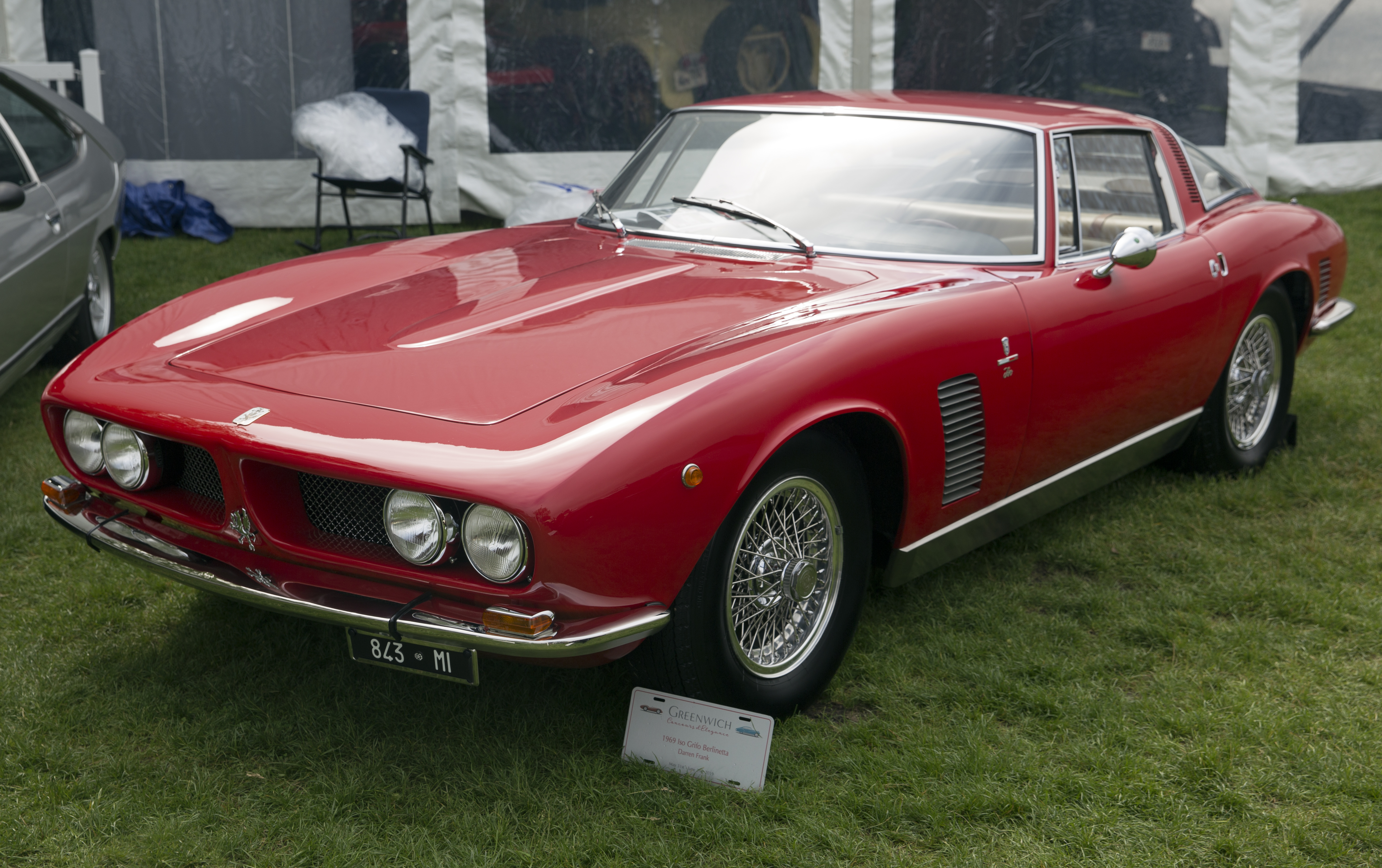
그리포는 이소 리볼타의 가장 잘 알려진 모델이 되었다.

이소 리볼타는 1938년부터 자동차 및 오토바이 부문에서 활발하게 활동하고 있는 이탈리아 자동차 및 오토바이 제조업체이다. 수년에 걸쳐 이 회사는 이소테르모스, 1952년 이소 아우토베이콜리 스파, 1962년 이소 리볼타, 1973년 이소 모터스, 그리고 2017년에는 이소 리볼타로 돌아오는 등 다양한 이름을 사용했다. 이소 리볼타는 볼차네토의 이소테르모스에서 시작되었는데, 이 공장은 전기 히터와 냉각기를 생산하는 공장이었다. 이 공장은 1939년 렌초 리볼타 공학자가 인수하여 1942년 제노아 폭격으로 사무실이 파괴된 후 브레소로 이전했다. 제2차 세계 대전이 끝난 직후 렌초 리볼타는 자신의 회사를 오토바이 생산에 전념하기로 결정했는데, 당시 오토바이 시장은 상당한 상업적 이익을 제공했다. 1950년대 초, 렌초 리볼타는 자동차와 오토바이의 중간인 자동차 개념을 개발하여 당시 가장 저렴한 이탈리아 자동차인 피아트 토폴리노와 기존 오토바이 사이의 격차를 메우고자 했다. 이 아이디어는 차체를 갖춘 오토바이를 만들어 일반 자동차와 동일하게 경제적이면서도 보호 기능을 제공하는 차량을 만드는 것이었다. 회사 등록은 이소 아우토베이콜리로 변경되었고 1953년 이세타가 출시되었다. 미국에서 판매가 시작되고 제너럴 모터스와 안정적인 파워트레인 계약을 체결하면서 회사는 GT 300 섀시(표준, 확장 또는 단축)를 기반으로 한 새로운 모델 라인업 생산을 시작했다. 그 결과 5.4리터에서 7리터 엔진을 장착한 그리포 스포츠카 (1965), 마르첼로 간디니가 디자인한 피디아 럭셔리 세단 (1968), 레레 2+2 GT카 (1969)가 탄생했다.

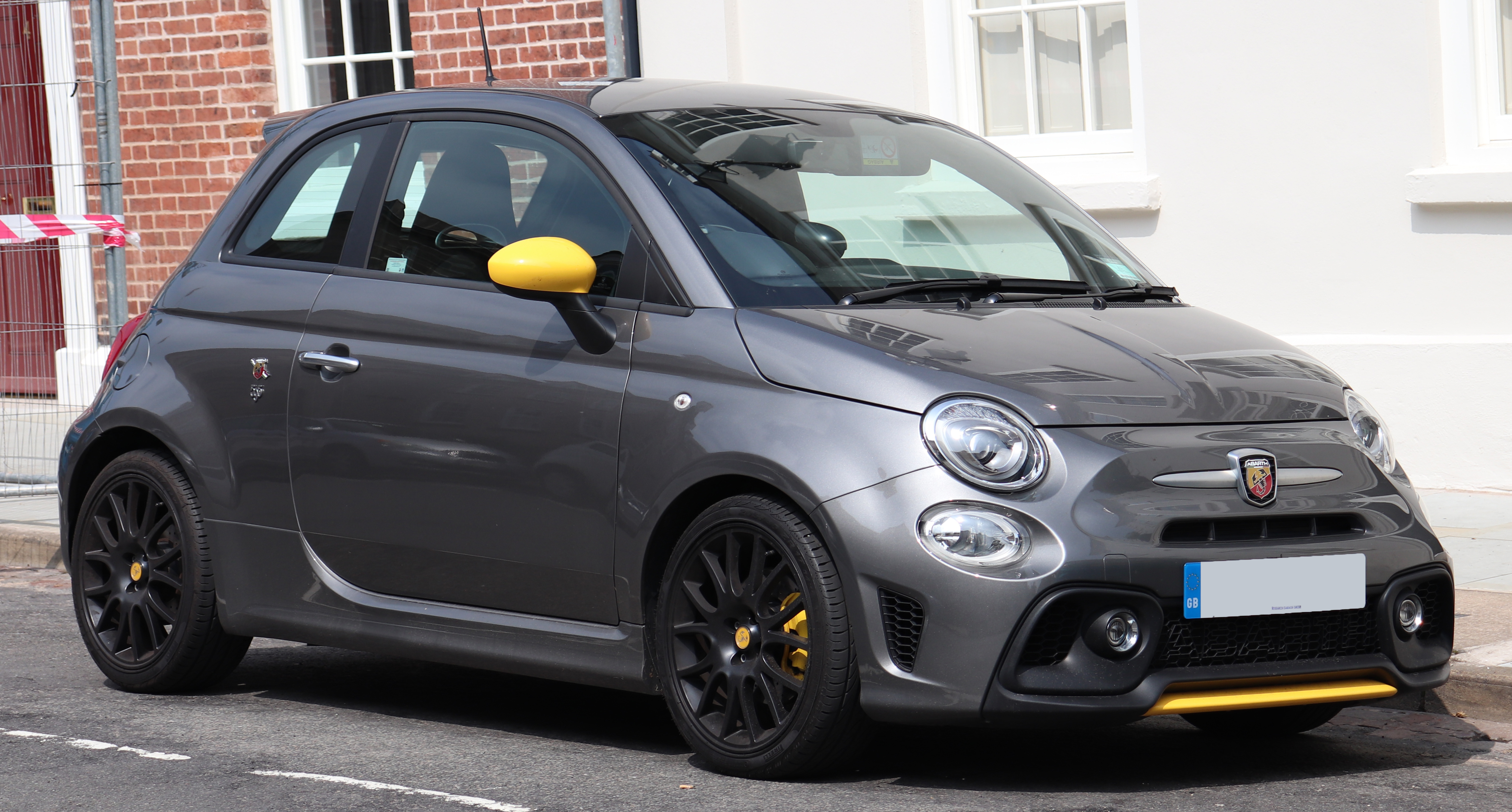
피아트 누오바 500에서 파생된 2007년 아바르트 500

아바르트는 이탈리아-오스트리아의 카를로 아바르트가 1949년에 설립한 경주용 및 일반 도로용 자동차 제조사이자 성능 부서이다. 아바르트 & C. S.p.A.는 스텔란티스의 이탈리아 자회사를 통해 소유하고 있다. 로고는 노란색과 빨간색 배경에 양식화된 전갈이 있는 방패이다. 카를로 아바르트는 1947년부터 치시탈리아 경주 팀의 스포츠 디렉터였다. 다음 해, 제조업체는 문을 닫았고, 창립자 피에로 두시오는 아르헨티나로 떠났다.
페라리는 마라넬로에 본사를 둔 고급 스포츠카 제조업체이다. 엔초 페라리(1898–1988)가 1939년에 설립한 이 회사는 1940년에 첫 자동차를 만들었고, 1945년에 현재의 이름을 채택했으며, 1947년에 현재의 도로용 자동차 라인을 생산하기 시작했다. 페라리는 1960년에 공개 회사가 되었고, 1963년부터 2014년까지 피아트 S.p.A.의 자회사였다. 2016년에는 피아트의 후속 법인인 피아트 크라이슬러 오토모빌스에서 기업 분사되었다. 이 회사는 현재 여러 슈퍼카, GT카, 그리고 한 대의 SUV를 포함하는 다양한 모델 라인을 제공한다. 1950년대와 1960년대의 많은 초기 페라리 모델들은 경매에서 판매된 가장 비싼 자동차 중 하나로 꼽힌다. 페라리는 세계에서 가장 강력한 브랜드 중 하나이며, 경주 유산, 럭셔리, 독점성을 중심으로 구축된 브랜드 이미지를 유지하고 있다. 2023년 5월 기준으로 페라리는 또한 약 855억 달러의 가치로 시가총액 기준 가장 큰 자동차 제조업체 중 하나이다.

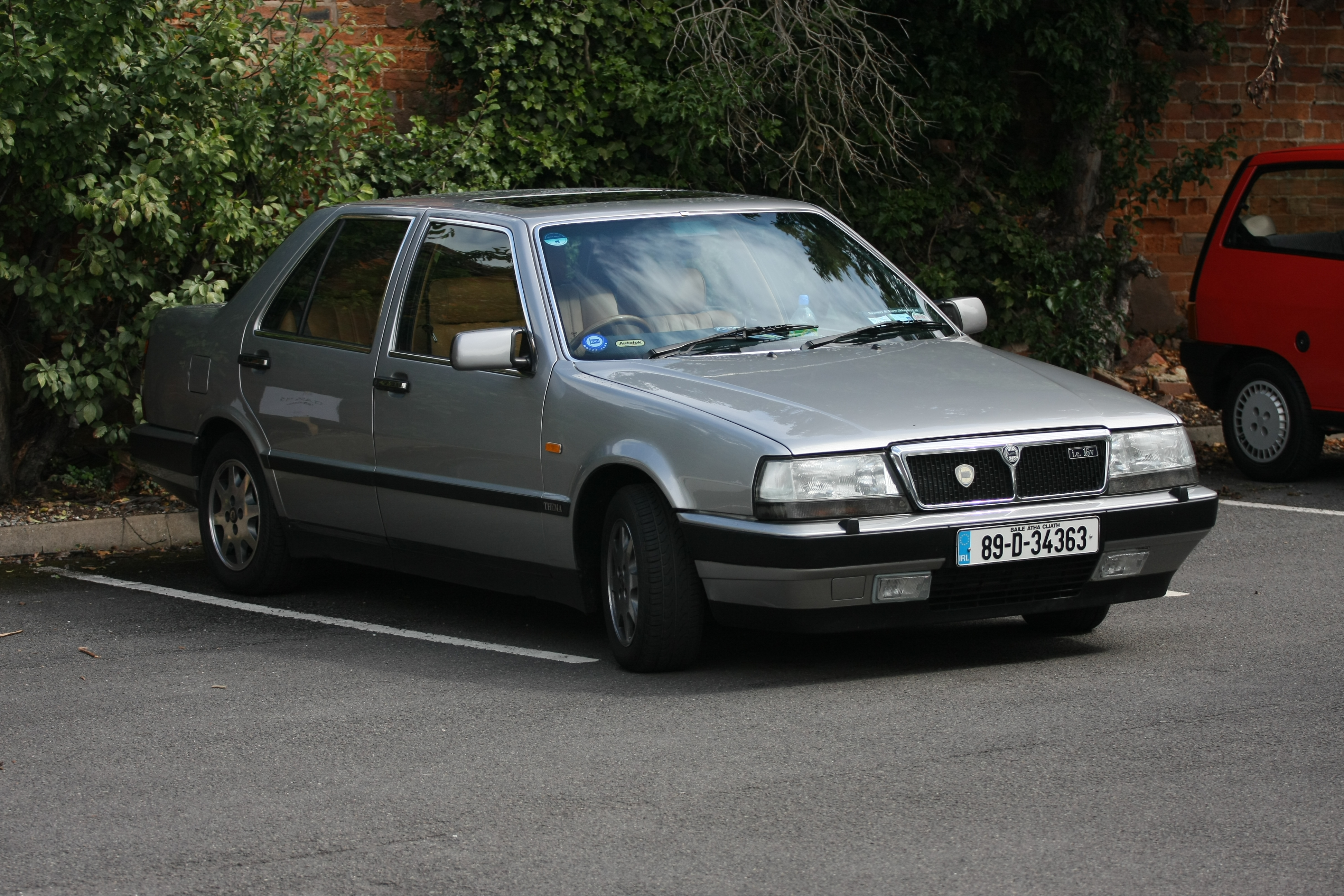
1984년부터 1994년까지 생산된 고급 승용차인 란차 테마

아우토비앙키는 1955년 비앙키, 피렐리, 피아트가 공동으로 설립한 자동차 제조업체이다. 아우토비앙키는 존속 기간 동안 소수의 모델만을 생산했는데, 거의 대부분 소형차였으며, 가장 큰 모델은 단명했던 아우토비앙키 A111이라는 소형 가족차였다. 아우토비앙키는 비슷한 크기의 피아트 모델보다 가격이 높았으며, 피아트는 이 브랜드를 이용하여 유리섬유 차체와 전륜구동과 같이 나중에 주류 피아트 차량에 적용된 혁신적인 개념을 시험했다. 가장 유명한 아우토비앙키 모델로는 1969년에 출시되어 이탈리아에서 경주용으로 매우 인기 있었고 1986년에 생산이 중단된 소형 해치백인 A112와, 피아트의 새로운 FIRE(Fully Integrated Robotised Engine)를 사용한 최초의 자동차인 Y10이 있다.

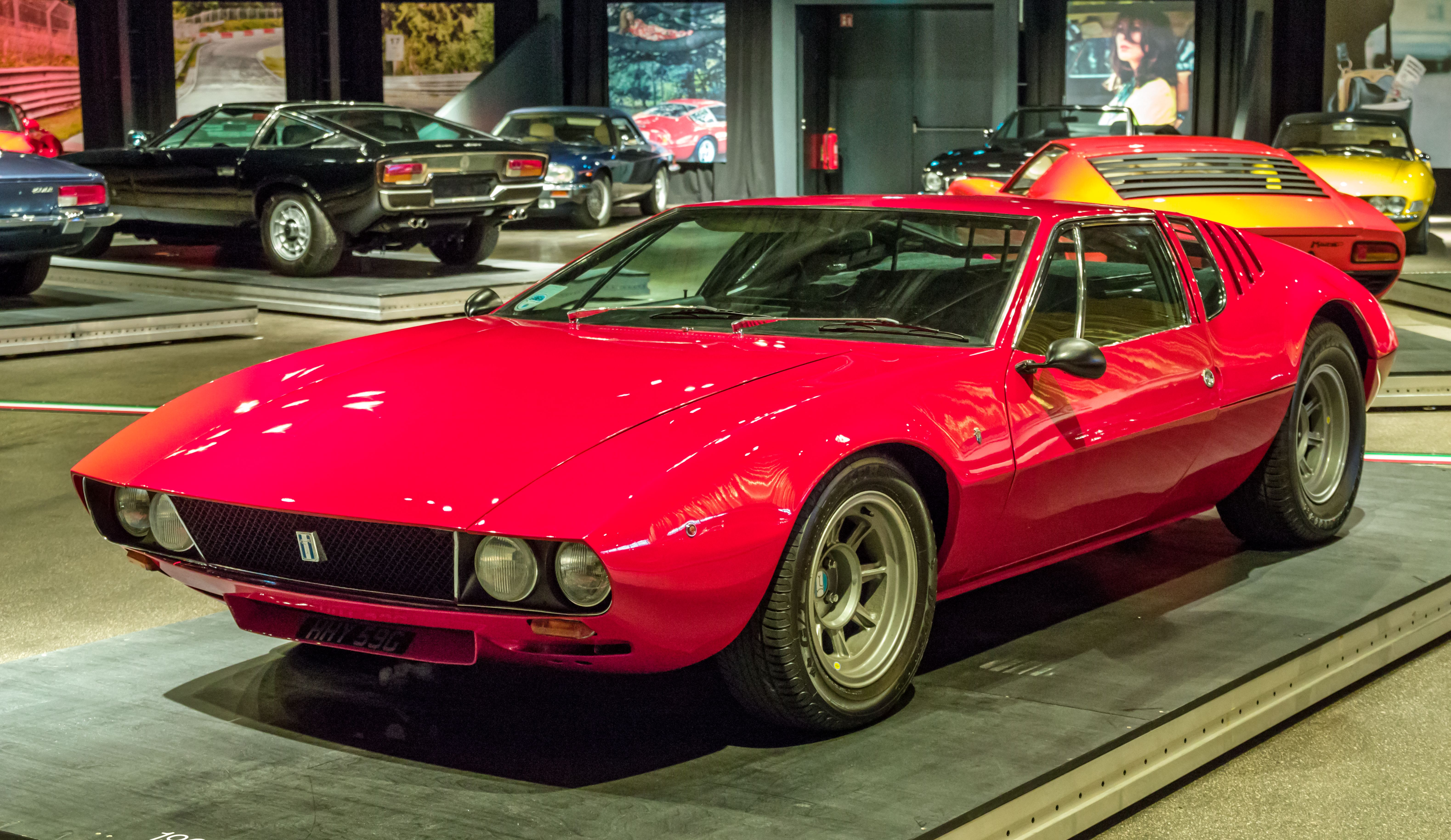
1967년부터 1971년까지 생산된 드 토마소 망구스타

드 토마소는 자동차 제조 회사이다. 1959년 알레한드로 드 토마소가 모데나에 설립했다. 원래는 다양한 스포츠 프로토타입과 자동차 경주 차량을 생산했으며, 1970년에는 프랭크 윌리엄스 레이싱 카즈를 위한 포뮬러 원 자동차도 포함되었다. 자동차 제조업체에 대한 대부분의 자금은 아모리 하스켈 주니어로부터 왔다. 1971년 포드 모터 컴퍼니는 드 토마소의 지분 84%를 인수했으며, 알레한드로 드 토마소 자신이 나머지 지분을 보유했다. 포드는 1974년에 자동차 제조업체에 대한 지분을 다시 팔았다. 드 토마소 브랜드는 2014년에 홍콩 기반의 아이디얼 팀 벤처스에 인수되었으며, 2019년 새로 설립된 회사는 레트로 스타일의 스포츠카인 드 토마소 P72를 첫 제품으로 선보였다.
이탈디자인 주지아로는 이탈리아 몬칼리에리에 본사를 둔 디자인 및 엔지니어링 회사이자 브랜드로, 1968년 조르제토 주지아로와 알도 만토바니가 설립한 Studi Italiani Realizzazione Prototipi S.p.A.에 뿌리를 두고 있다. 자동차 디자인 작업으로 가장 잘 알려져 있지만, 이탈디자인은 전 세계 제조업체에 제품 디자인, 프로젝트 관리, 스타일링, 패키징, 엔지니어링, 모델링, 프로토타입 제작 및 테스트 서비스도 제공한다. 2019년 기준으로 이탈디자인은 917명의 직원을 고용하고 있다. 2010년 8월 9일, 람보르기니 (폭스바겐 그룹)는 브랜드 이름 권리와 특허를 포함하여 이탈디자인 주지아로 S.p.A.의 주식 90.1%를 인수했다. 나머지 주식은 2015년 6월 28일에 아우디 (폭스바겐 그룹)에 매각되었으며, 이때 조르제토 주지아로는 회사에서 사임했다. 조르제토 주지아로와 알도 만토바니는 1968년 2월 13일 이탈리아 몬칼리에리에서 Studi Italiani Realizzazione Prototipi S.p.A. (SIRP)를 설립했는데, 이 회사가 결국 이탈디자인이 되었다.

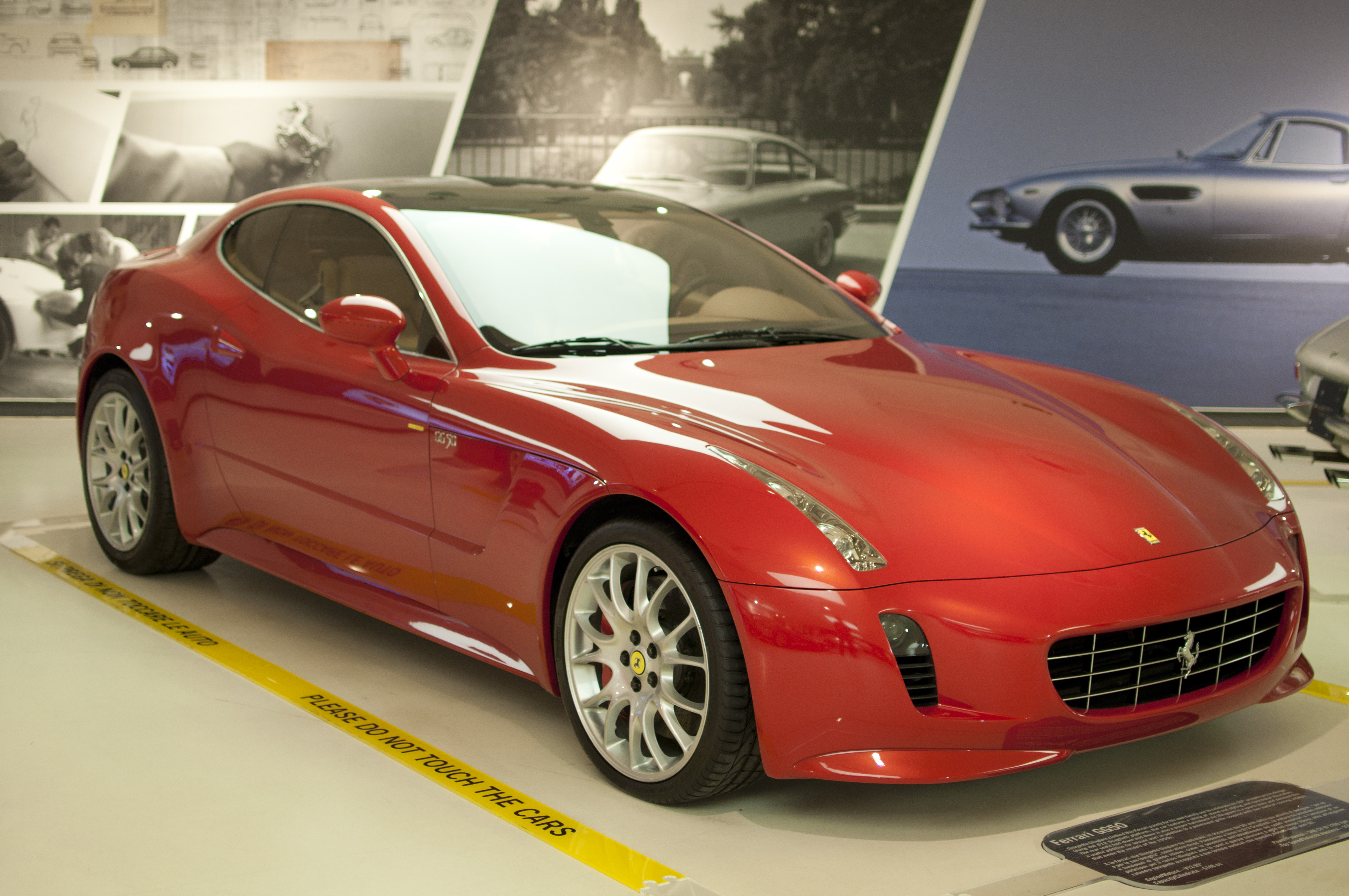
2005년 페라리 GG50("조르제토 주지아로 50"), 주지아로의 디자인 50주년을 기념한다. 페라리 박물관에 전시되어 있다.

### 1960년대부터 현재까지
1960년대와 1970년대에 이탈리아는 유럽에서 3위 또는 4위, 세계에서 5위 또는 6위였던 대규모 자동차 산업을 복원했다. 1980년대에는 이탈리아가 영국을 추월했지만, 스페인, 폴란드, 유고슬라비아와 마찬가지로 이탈리아 FIAT의 도움으로 대량 자동차 생산을 시작한 소련에 뒤처졌다. 람보르기니는 산타가타볼로녜세에 본사를 둔 고급 스포츠카 및 SUV 제조업체이다. 이 회사는 폭스바겐 그룹의 자회사인 아우디가 소유하고 있다. 이탈리아의 사업 거물인 페루치오 람보르기니(1916–1993)는 페라리와 경쟁하기 위해 1963년에 오토모빌리 페루치오 람보르기니 S.p.A.를 설립했다. 이 회사는 리어 미드 엔진, 후륜 구동 레이아웃을 사용한 것으로 유명했다. 람보르기니는 첫 10년 동안 빠르게 성장했지만, 1973~1974년 주식 시장 붕괴와 1973년 석유 파동 이후 판매가 급감했다. 이 회사의 소유권은 1973년 이후 1978년 파산을 포함하여 세 번 변경되었다. 미국의 크라이슬러 코퍼레이션은 1987년에 람보르기니를 인수했고 1994년에 말레이시아 투자 그룹 마이컴 세트코와 인도네시아 그룹 V'Power 코퍼레이션에 매각했다. 1998년에 마이컴 세트코와 V'Power는 람보르기니를 폭스바겐 그룹에 매각했으며, 이 회사는 그룹의 아우디 부문 통제하에 놓였다. 새로운 제품과 모델 라인이 브랜드 포트폴리오에 도입되고 시장에 출시되어 브랜드의 생산성이 향상되었다. 2000년대 후반 대침체 동안 람보르기니의 판매량은 거의 50% 감소했다.

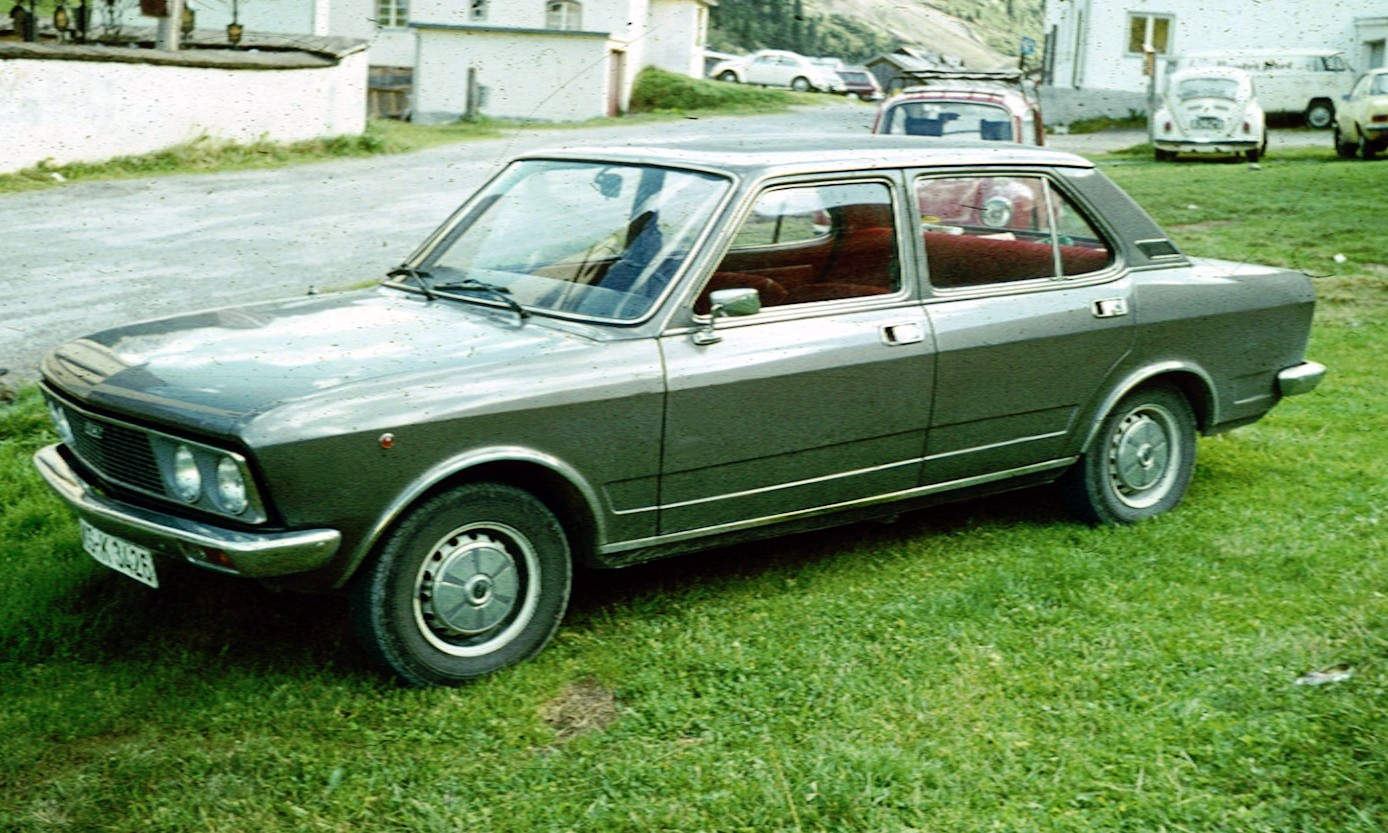
1972년부터 1981년까지 생산된 피아트 132. 132의 업데이트 버전인 아르헨타는 1981년부터 1985년까지 생산되었다.

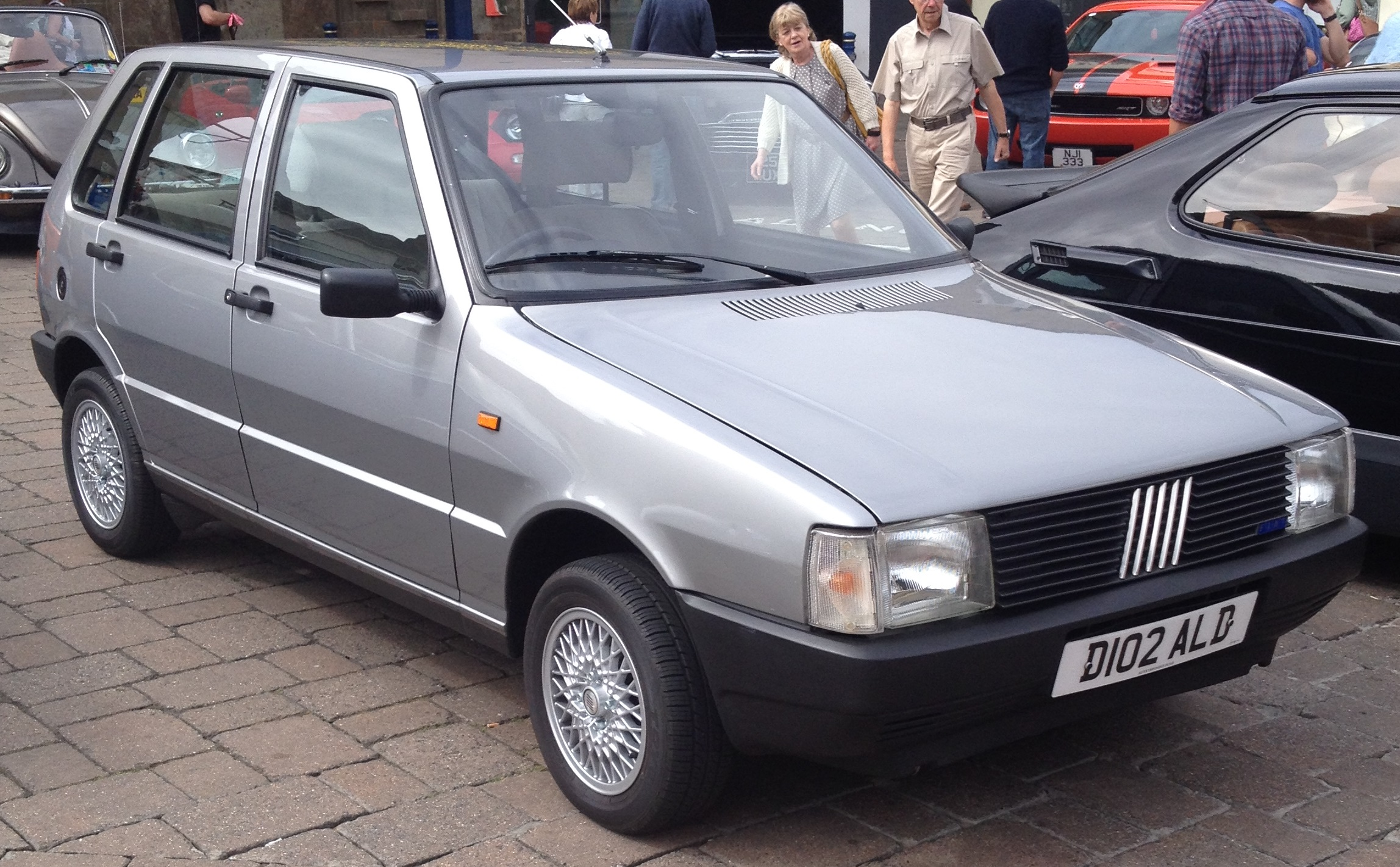
1984년 유럽 올해의 차인 피아트 우노. 역사상 8번째로 가장 많이 팔린 자동차 플랫폼

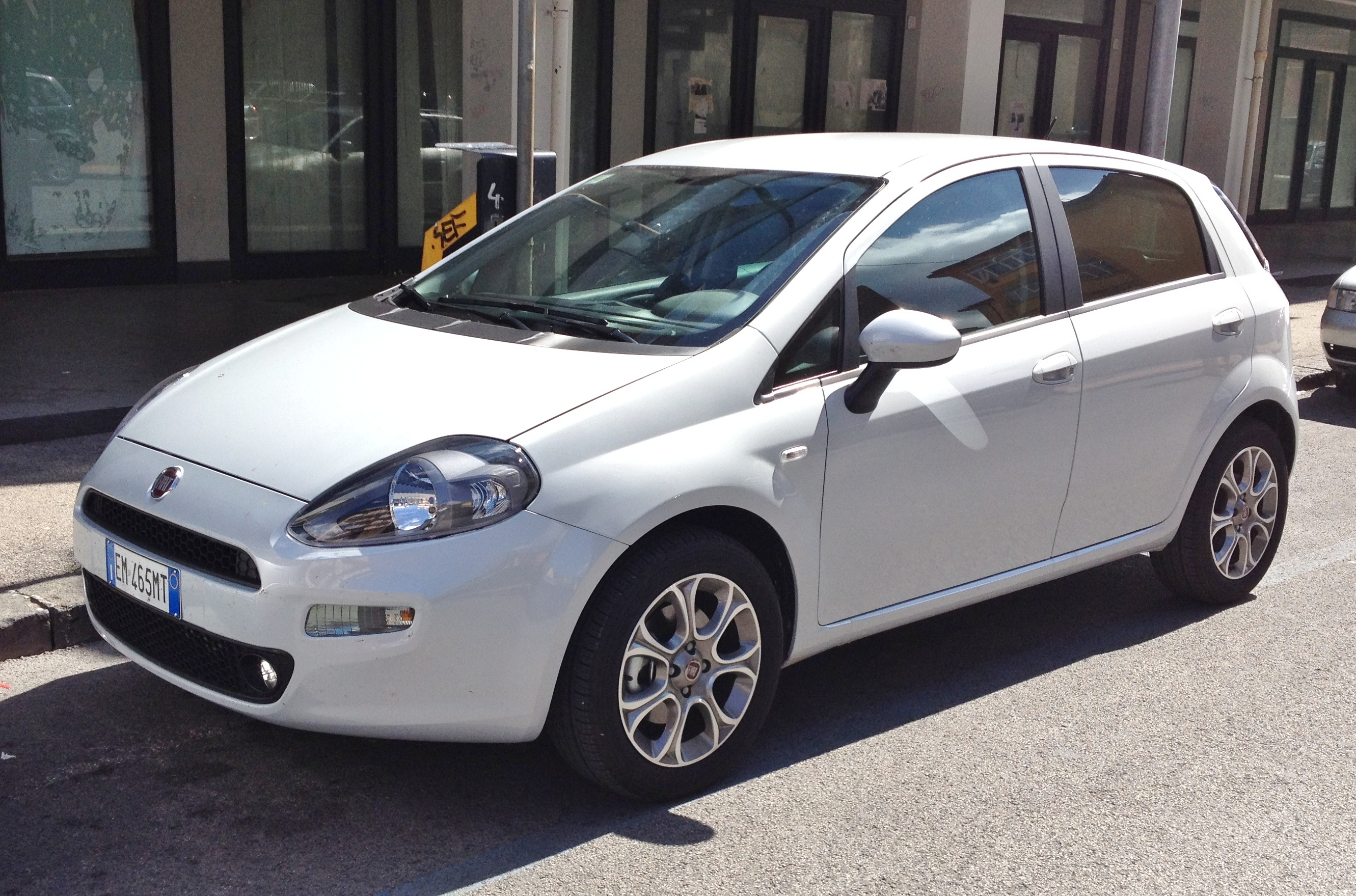
피아트 푼토. As of May 2013, 전 세계적으로 거의 9백만 대가 팔렸다.

1970년대와 1980년대는 유럽 자동차 산업에 큰 변화의 시기였다. 특히 가족용 자동차의 후륜 구동은 점차 전륜 구동으로 바뀌었다. 1965년 프랑스의 르노 16에서 처음 선보인 해치백 차체 스타일은 1980년대 중반까지 소형차에서 가장 인기 있는 차체 스타일이 되었다. 피아트는 1971년 피아트 127 해치백으로 소형차 시장에 진입했고, 1978년에는 피아트 리트모 가족용 자동차가 그 뒤를 이었다. 10년이 끝날 무렵, 더 고급스러운 알파 로메오와 란차 브랜드도 해치백을 라인업에 추가했다. 이탈리아 자동차 산업의 혁신적인 디자인 감각은 1980년대에도 계속되어, 피아트 우노 슈퍼미니 (1983)와 피아트 티포 가족용 해치백 (1988) 모두 최신적이고 실용적인 디자인으로 유럽 올해의 차로 선정되었다. 우노는 생산 수명 내내 유럽에서 가장 인기 있는 자동차 중 하나였지만, 티포는 이탈리아 외에서는 그다지 인기가 없었다.

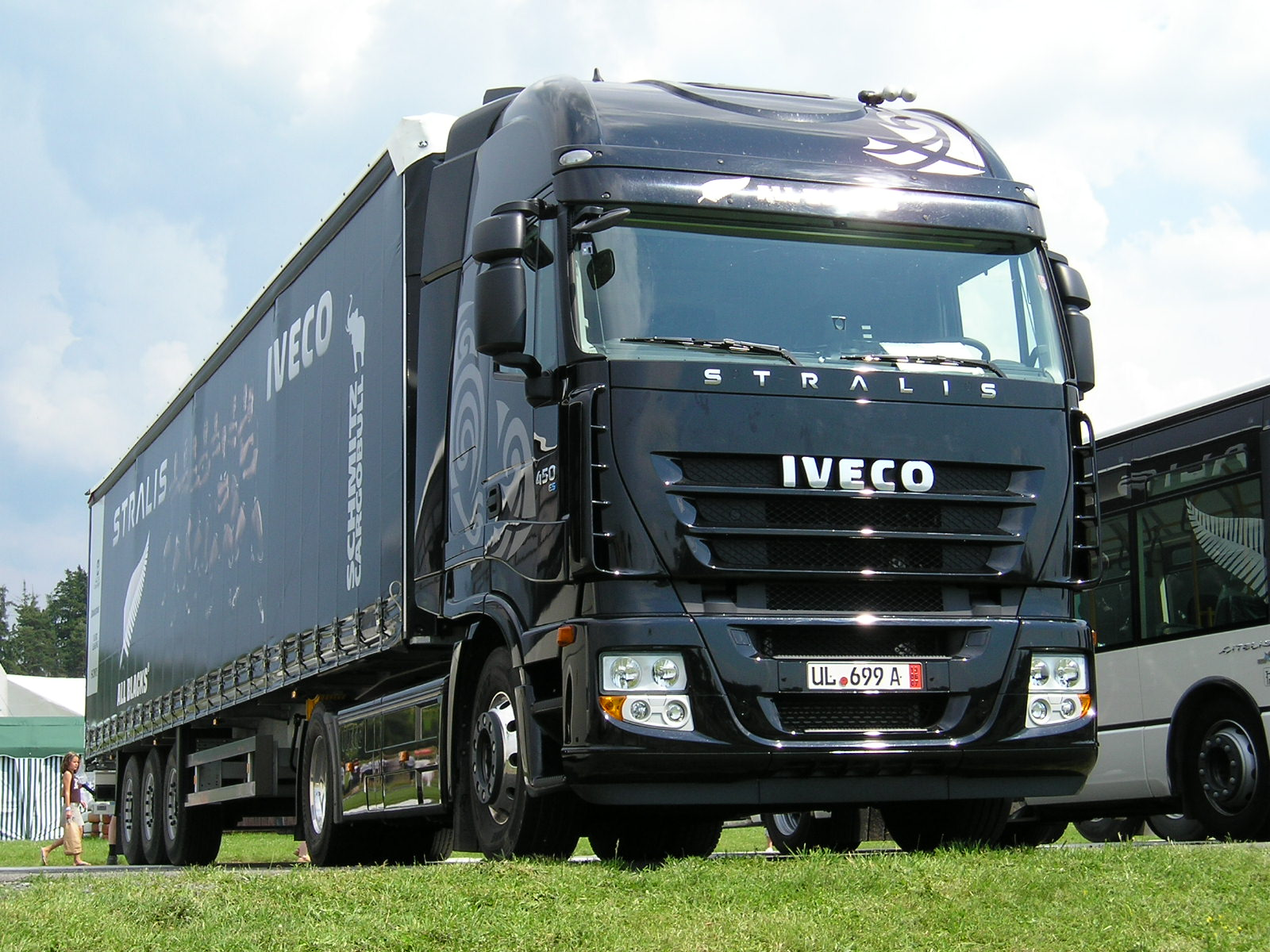
2007년 이베코 스트랄리스

이베코는 토리노에 본사를 둔 이탈리아의 다국적 수송 차량 제조 회사이다. 경량, 중형 및 대형 상용차를 설계하고 제조한다. IVECO라는 이름은 이탈리아, 프랑스, 독일 브랜드의 합병 이후 1975년에 처음 등장했다. 생산 공장은 유럽, 중국, 러시아, 호주 및 라틴 아메리카에 있으며 160개국 이상에 약 5,000개의 판매 및 서비스 지점을 보유하고 있다. 회사의 전 세계 생산량은 약 15만 대의 상용차이며, 매출액은 약 €100억 유로이다.
우노의 후속 모델인 피아트 푼토는 1993년 말에 출시되어 전작과 비슷한 성공을 거두었으며, 그 이전 모델인 친퀘첸토는 1990년대 유럽에서 도시형 자동차 부문의 규모를 확대하는 데 큰 역할을 했다. 피아트는 1998년 기발한 6인승 피아트 멀티플라로 새로운 소형 MPV 시장에 진입했으며, 이미 10년 중반에 푸조와의 합작 투자의 일환으로 유로밴으로 대형 MPV 시장에 진입한 바 있다.
1990년대 이탈리아 자동차 산업은 연간 생산량 200만 대(1989년 최대 2,220,774대)로 유럽에서 3위, 세계에서 5위를 차지했다. 그러나 2011년에는 반세기 만에 처음으로 80만 대 미만으로 떨어졌고, 현재는 유럽에서 6위, 세계에서 19위이다.
파가니 아우토모빌리는 스포츠카 및 탄소 섬유 부품 제조업체이다. 이 회사는 1992년 아르헨티나 사업가이자 공학자인 호라치오 파가니가 설립했으며, 이탈리아 모데나 근처 산 체사리오 술 파나로에 본사를 두고 있다. 이전에 람보르기니의 복합 재료 부서를 만들고 관리했던 호라치오 파가니는 1988년에 파가니 복합 재료 연구소를 설립했다. 이 새로운 회사는 람보르기니 쿤타치 25주년 기념판의 재스타일링, 람보르기니 LM002, 람보르기니 P140 디자인 컨셉트, 람보르기니 디아블로를 포함한 수많은 프로젝트에서 람보르기니와 협력했다. 1980년대 후반, 파가니는 당시 "C8 프로젝트"로 불리던 자신만의 자동차를 설계하기 시작했다. 파가니는 그의 친구이자 아르헨티나의 5회 포뮬러 원 챔피언인 후안 마누엘 판히오를 기리기 위해 C8를 "판히오 F1"으로 개명할 계획이었다.
오늘날 이탈리아는 자동차 디자인 및 기술 분야의 중요한 플레이어로 남아 있으며, 피아트는 이탈리아 외부에 대규모 투자를 하고 있으며 2014년 1월 현재 미국 자동차 제조업체 크라이슬러의 지분 100%를 소유하고 있다. 피아트의 운명은 2007년 이후 신형 피아트 500 도시형 자동차가 유럽 전역에서 큰 성공을 거두면서 좋아졌지만, 500은 이탈리아가 아닌 폴란드와 멕시코에서 제조된다.
수십 년 동안 이탈리아 자동차 산업은 거의 전적으로 피아트 그룹이 지배했으며, 이 그룹은 2014년에 피아트 크라이슬러 오토모빌스가 되었다. 2001년에는 차량의 90% 이상이 피아트에 의해 생산되었다. 2021년 1월 1일부터 FCA 그룹은 네덜란드 회사 스텔란티스의 일부가 된다.

## 자동차 박물관

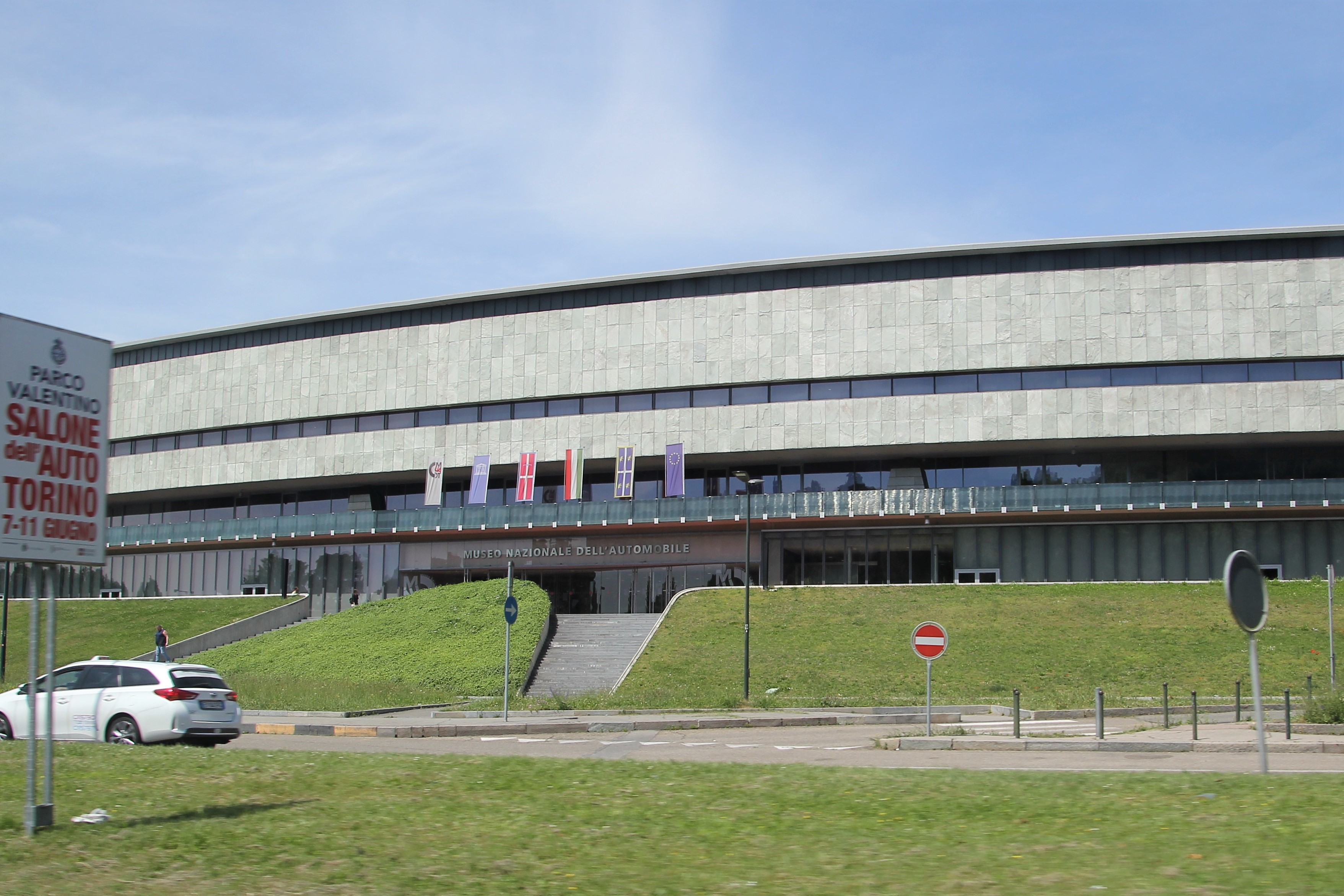
토리노의 국립 자동차 박물관

MAUTO로 알려진 국립 자동차 박물관은 이탈리아 토리노에 있는 자동차 박물관으로, 카를로 비스카레티 디 루피아가 설립했다. 이 박물관은 8개국(이탈리아, 프랑스, 영국, 독일, 네덜란드, 스페인, 미국, 폴란드)을 대표하는 80개 자동차 브랜드의 거의 200대의 자동차 컬렉션을 소장하고 있다.
이 박물관은 1960년에 지어진 건물에 위치하고 있으며, 3층으로 구성되어 있다. 2011년 재건축 후 박물관은 다시 문을 열었으며, 전시 공간은 11,000 제곱미터 (120,000 ft2)에서 19,000 제곱미터 (200,000 ft2)로 확장되었다.
박물관은 또한 자체 도서관, 문서 센터, 서점 및 강당을 갖추고 있다. 박물관 컬렉션에는 1896년 엔리코 베르나르디의 첫 이탈리아 자동차와 1899년 피아트 자동차, 1914년 롤스로이스 실버 고스트, 페라리와 알파 로메오의 경주용 자동차가 포함되어 있다. 또한 1893년 벤츠 빅토리아, 1894년 푸조, 1904년 올즈모빌, 베이징-파리 자동차 경주의 1907년 이탈라, 1913년 드 디옹-부통, 1916년 포드 T, 선셋 대로에 출연한 1929년 이소타 프라스키니 티포 8A도 포함되어 있다.

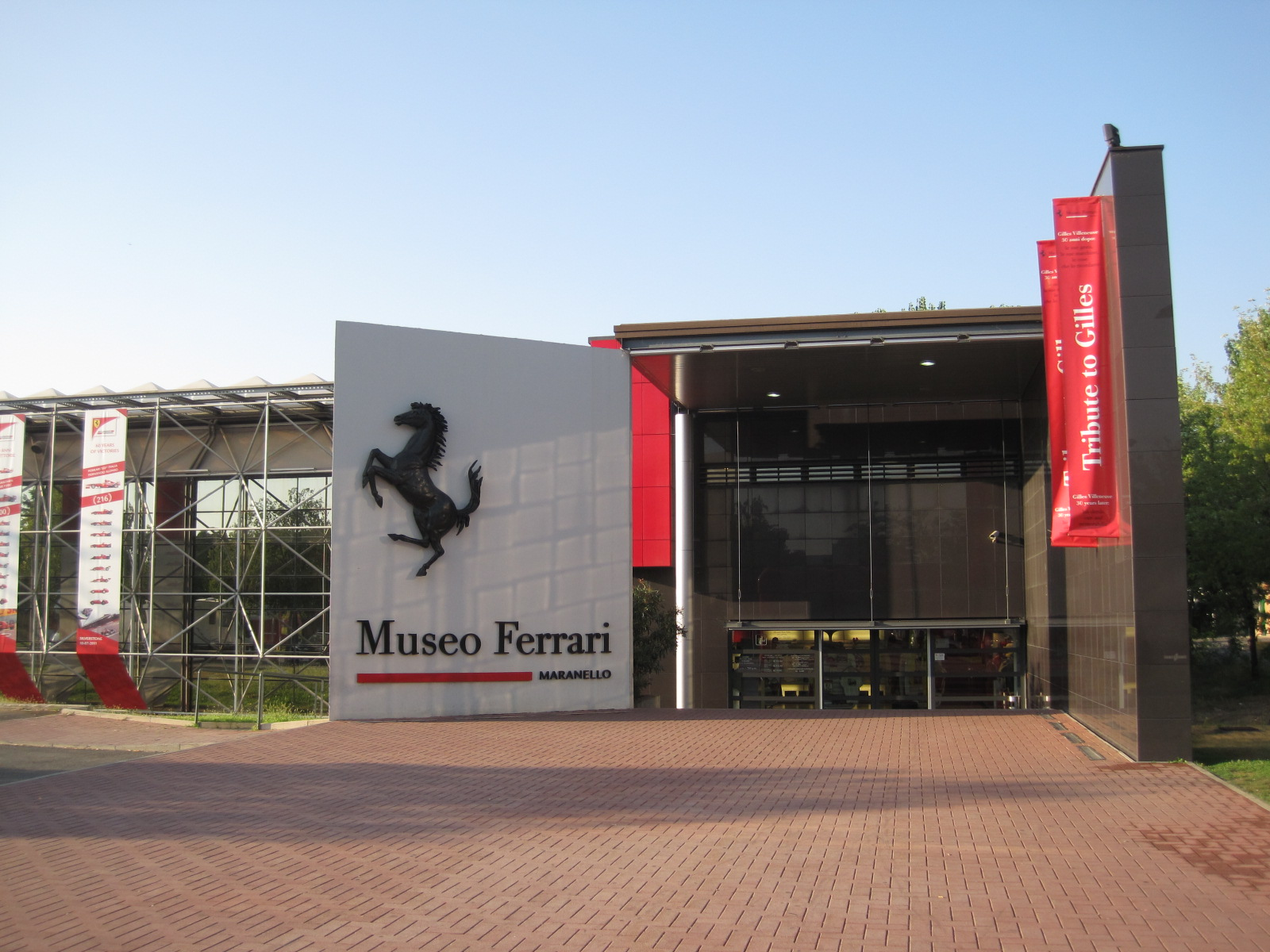
마라넬로의 페라리 박물관

페라리 박물관은 페라리 스포츠카 브랜드에 헌정된 페라리 회사 박물관이다. 박물관은 단순히 자동차만을 위한 것이 아니다. 이탈리아 모터스포츠 산업과 관련된 트로피, 사진 및 기타 역사적 유물도 있다. 그 외에도 전시는 경주용 자동차에서 일반 도로용 자동차로 전환된 일부 기술 혁신을 소개한다. 이 박물관은 이탈리아 모데나 근처, 페라리의 본고장인 마라넬로의 페라리 공장에서 불과 300 m (980 ft) 떨어져 있다. 이 박물관은 1990년 2월에 처음 문을 열었으며, 2004년 10월에 새로운 별관이 추가되었다. 페라리 자체는 1995년부터 박물관을 운영해왔다. 총면적은 현재 2,500제곱미터이다. 박물관의 연간 방문객 수는 약 180,000명이다. 전시물은 주로 페라리 로드카와 트랙카의 조합이다.

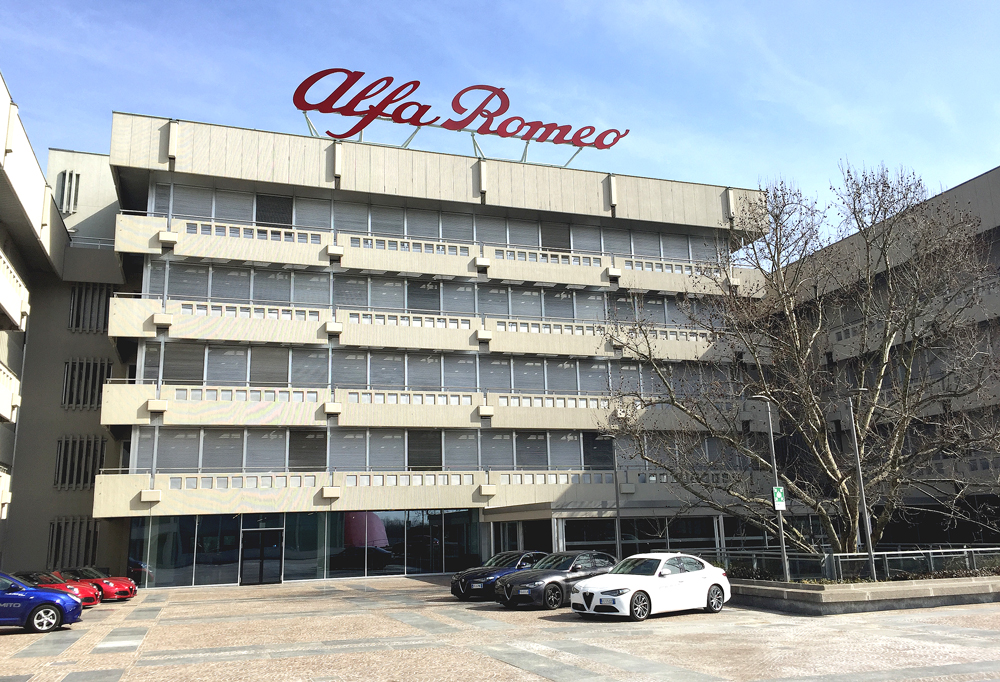
아레세의 알파 로메오 박물관

알파 로메오 박물관은 알파 로메오의 공식 박물관으로, 밀라노의 아레세에 위치하며 알파 로메오 자동차와 엔진의 영구 컬렉션을 전시한다. 2011년에 문을 닫은 후, 이 박물관은 2015년 6월에 다시 문을 열었다. 이 박물관은 1976년 12월 18일에 공식적으로 개관했으며, 옛 알파 로메오 아레세 공장 지역에 위치해 있다. 아레세 공장 단지에서는 2002년에 자동차 생산이, 2006년에 엔진 생산이 중단되었다. 2009년 초에 박물관은 리노베이션을 위해 처음으로 문을 닫았고, 2010년 알파 로메오 100주년을 기념하기 위해 연말에 다시 문을 열었다. 2011년 2월에 다시 문을 닫았는데, 다시 리노베이션 작업을 위해서라고 알려졌다.
개조 프로젝트는 2013년 말에 확정되었고, 복원 작업은 2014년 여름에야 시작되었다.
새롭게 단장된 구조의 중심에는 기존 1970년대 구조에 추가된 알파 레드 돌출형 지붕이 있다. 4년 후인 2015년 6월 24일 박물관은 공식적으로 재개관했으며, 이 자리에서 완전히 새로운 알파 로메오 줄리아와 알파 로메오 로고를 언론에 공개했는데, 이는 브랜드 재출시의 핵심 단계였다. 2015년 6월 30일 박물관은 일반에 다시 개방되었다. 이 박물관은 1910년 이후 생산된 모든 알파 로메오 로드카, 프로토타입 및 드림카, 항공기 및 항공 프로젝트, 스케일 모델 및 상을 포함하는 4개의 테마 구역으로 나뉜 6개 층에 걸쳐 4,800 제곱미터 (52,000 ft2)의 면적을 자랑한다. 박물관 컬렉션은 250대 이상의 자동차와 150개의 엔진을 소장하고 있으며, 그 중 약 절반이 전시되어 있었다. 여기에는 생산된 각 모델의 최소 한 가지 예시와 프로토타입 및 경주용 자동차가 포함되었다.
박물관 소장 자동차 중 일부는 페블 비치 자동차 전시회, 굿우드 페스티벌 오브 스피드, 밀레 밀리아와 같은 축제 및 역사 행사에 정기적으로 대여된다.

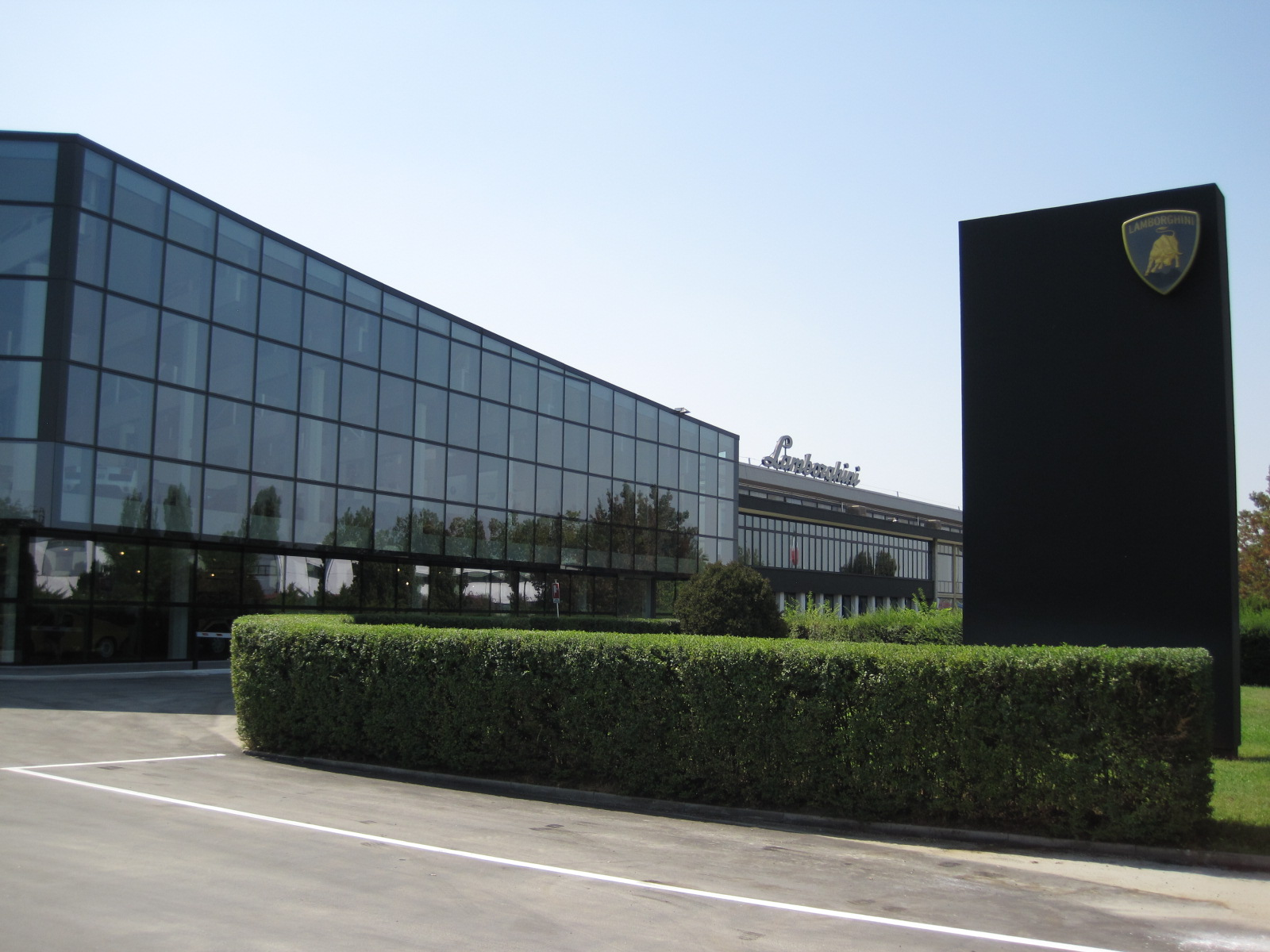
산타가타볼로녜세의 람보르기니 박물관

람보르기니 박물관은 이탈리아 에밀리아로마냐주의 산타가타볼로녜세에 위치한 오토모빌리 람보르기니 S.p.A.가 소유하고 운영하는 자동차 박물관이다. 2층짜리 박물관은 2001년에 개관했으며, 2016년 6월에 더 많은 모델을 전시하기 위해 리노베이션되었다. 박물관의 목표는 람보르기니 역사의 모든 주요 이정표를 다루는 것이다. 이를 위해 박물관은 회사에서 생산된 모든 모델을 보여주는 가계도를 전시하고 있다. 현재 갤러리에는 350 GT 및 람보르기니 세스토 엘레멘토와 같은 슈퍼카, 그리고 람보르기니 베네노 및 람보르기니 미우라 컨셉트와 같은 단일 모델 및 컨셉트 카가 포함되어 있다.
밀레 밀리아 박물관은 2004년 11월 10일 브레시아 자동차 클럽과 유명한 밀레 밀리아 경주에 대한 일부 개인 열정가들의 주도로 설립된 자동차 박물관이다.
이 박물관은 브레시아의 비아 델레 리멤브란체에 있는 성 에우페미아 수도원에 위치하고 있으며, 더 정확하게는 성 에우페미아 지역 외곽에 있다. 경로는 9개의 시간대 섹션으로 나뉘며, 7개는 1927년부터 1957년까지의 밀레 밀리아 경주에, 1개는 1958년부터 1961년까지의 밀레 밀리아에, 1개는 현대 밀레 밀리아에 전념하며, 각 섹션에는 역사적인 자동차가 전시되어 주기적으로 교체되어 밀레 밀리아를 포함한 다양한 역사적인 자동차 경주에 참여할 수 있다.
란차 박물관(이탈리아어: Museo Vincenzo Lancia)은 란차 가족과 자동차 브랜드 란차의 박물관이다. 이 박물관은 포벨로, 이탈리아에 위치하고 있다. 2009년 9월 20일 개관한 이 전시회는 빈첸초 란차 자신이 학교 건물로 지은 팔라초 주세페 란차의 2층에 있다. 이 박물관은 위대한 공학자 빈첸초 란차를 기리기 위해 설립되었다. 집에는 사진, 가계도 및 가족과 관련된 문서가 있다. 박물관은 각각 잘 알려진 란차 모델의 이름을 딴 4개의 방으로 나뉘어 있다: 아우구스타, 아르테나, 아스투라 및 아프릴리아.

엔초 페라리 생가 박물관은 페라리 스포츠카 브랜드의 창립자인 엔초 페라리의 삶과 업적에 초점을 맞춘 모데나의 박물관이다. 박물관 단지는 엔초 페라리의 아버지 소유였던 옛 집과 작업장, 그리고 퓨처 시스템 건축 사무소에서 설계한 새 건물 등 두 개의 별도 건물로 이루어져 있다. 새 6,000 제곱미터 (65,000 ft2) 건물은 대형 갤러리에 1950년대의 희귀 자동차, 포뮬러 원 경주용 자동차, 최신 스포츠카를 포함한 가장 주목할 만한 페라리 자동차들을 영구 전시하고 있다. 박물관 전시 갤러리는 2014년 2월에 대대적으로 재단장되고 업데이트되었다. 전시물에는 페라리, 알파 로메오, 마세라티 자동차와 엔초 페라리의 삶을 담은 대형 영상 프로젝션도 포함되어 있다.

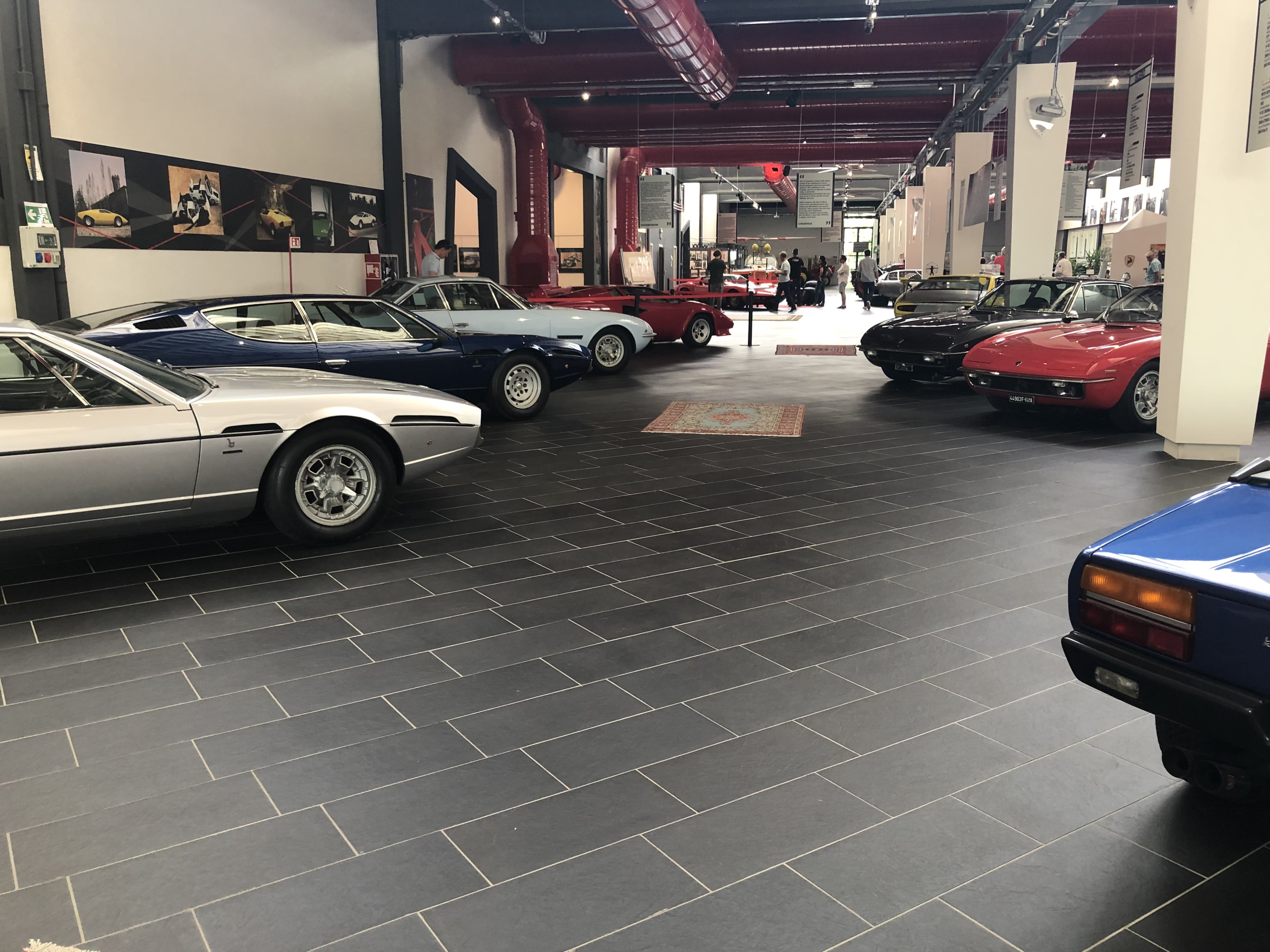
아르젤라토의 페루치오 람보르기니 박물관

페루치오 람보르기니 박물관은 에밀리아로마냐주 볼로냐 중심부에서 몇 킬로미터 떨어진 아르젤라토에 위치한 이탈리아 박물관으로, 람보르기니 스포츠카 브랜드의 창립자인 페루치오 람보르기니의 삶과 업적에 초점을 맞추고 있다. 이 박물관은 최근 첫 페라라 지역(산트 아고스티노)에서 아르젤라토의 옛 람보르기니 공장에 위치한 새로운 장소로 이전되었다. 1995년, 첫 번째 페루치오 람보르기니 박물관은 람보르기니 칼로르 공장 옆, 페라라 시골에 위치한 페루치오 람보르기니의 출생지에서 개관했다.
19년 동안 전 세계 수천 명의 방문객을 맞이한 후, 그의 아들 안토니오(토니노) 람보르기니는 그의 모든 프로젝트를 특징짓는 기업가 정신과 아방가르드적인 성격으로 박물관을 볼로냐 시와 더 가깝게 옮기고, 그의 아버지인 기계공학의 천재이자 카발리에레 델 라보로에게 새로운 전시 공간을 헌정하기로 결정했다. 이 박물관은 박사 공학자 (Hon. Causa) 람보르기니의 모든 산업 생산품을 수집하고 있으며, 1947년에 그의 회사를 시작한 첫 번째 카리오카 트랙터부터 1950년대, 1960년대, 1970년대의 스포츠카까지 포함한다. 페루치오 람보르기니의 개인 소장품에는 박물관에 있는 미우라 SV, 1948년 밀레 밀리아 경주에 참가하기 위해 개조된 피아트 바르체타 스포츠, 쿤타치, 자라마 모델, 우라코, 그리고 에스파다가 포함되어 있다.

## 생산량

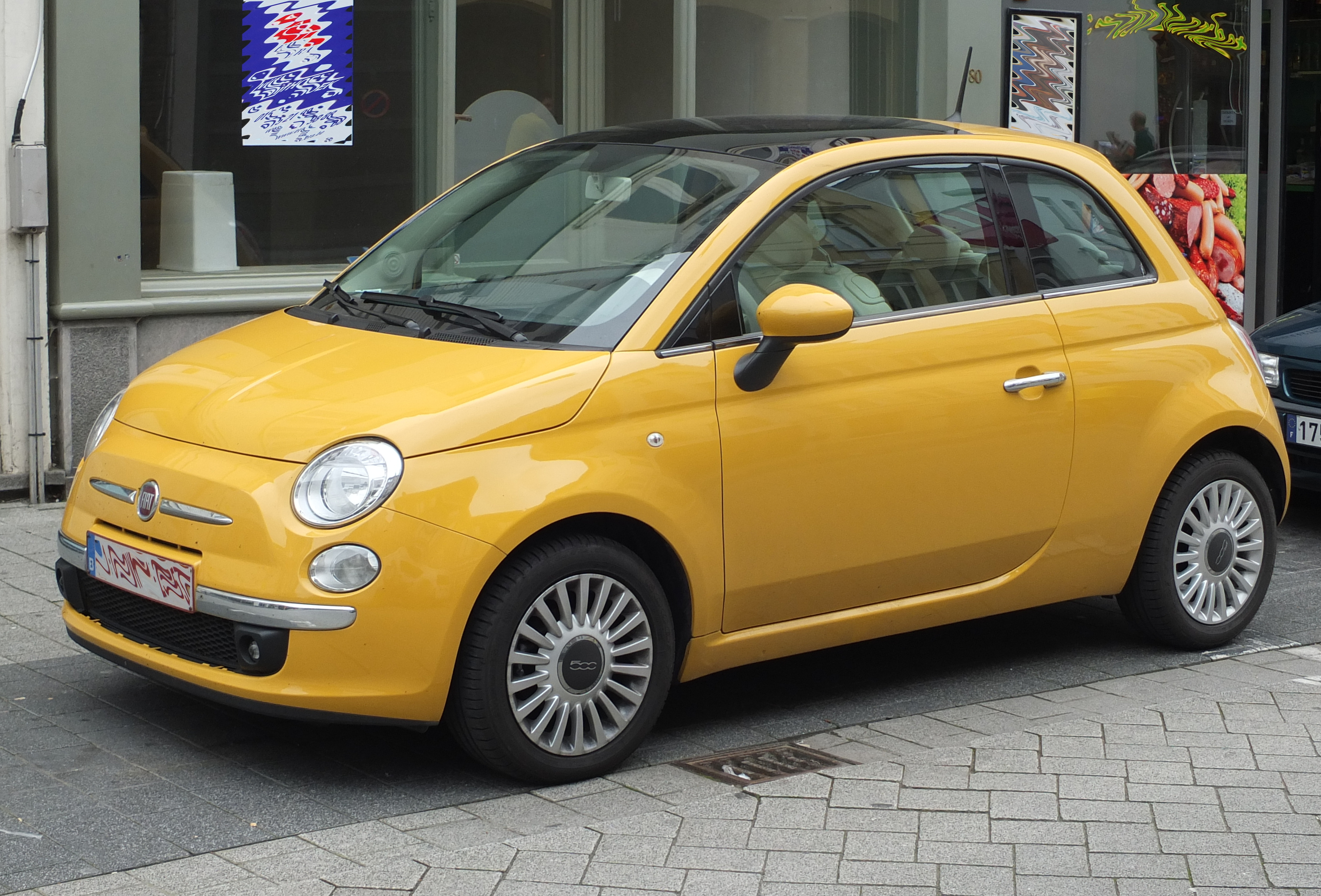
2008년 유럽 올해의 차이자 2009년 세계 자동차 디자인상을 수상한 피아트 누오바 500

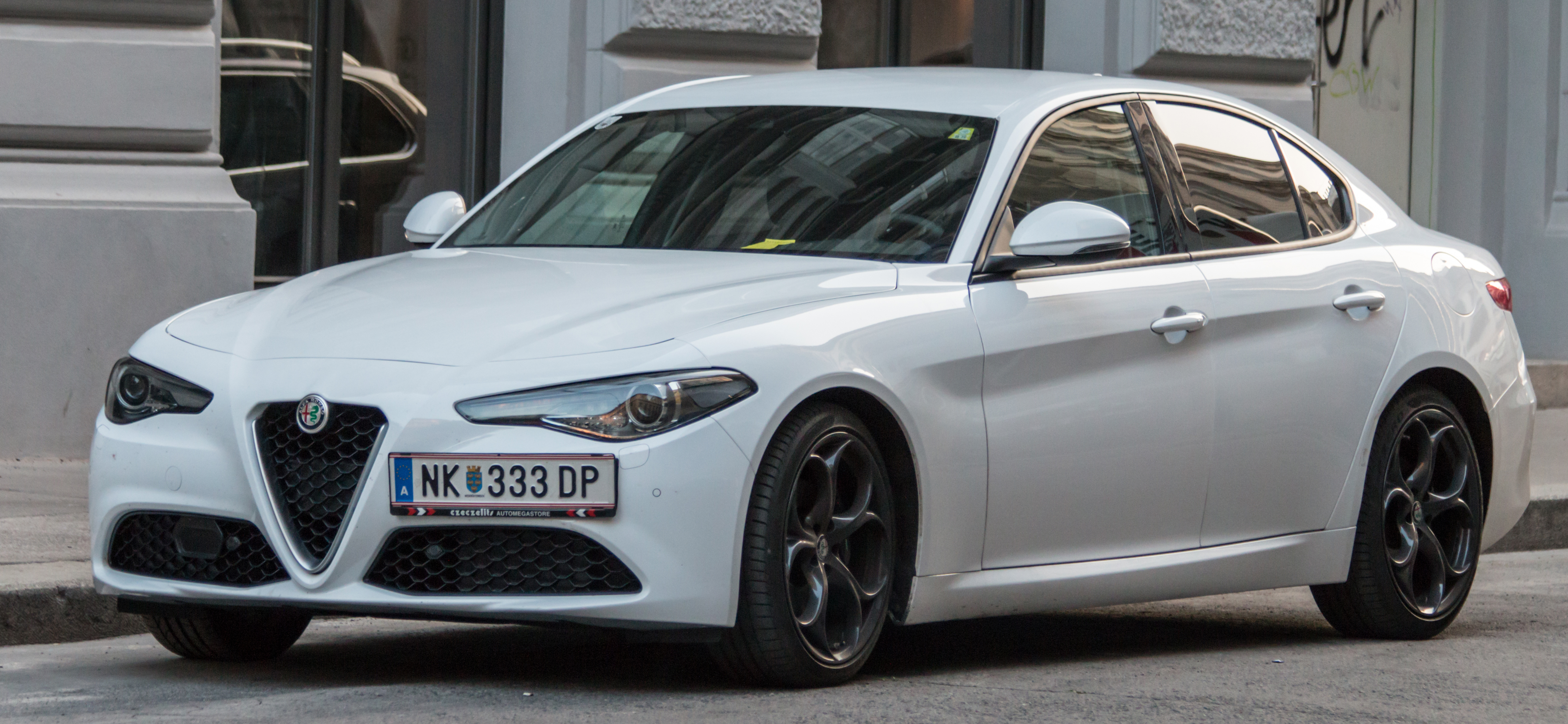
알파 로메오 줄리아는 2017년 유럽 올해의 차 투표에서 2위를 차지했으며, 2018년 모터 트렌드 올해의 차로 선정되었다. 2018년, 줄리아는 콤파소 도로 산업 디자인 상을 수상했다.

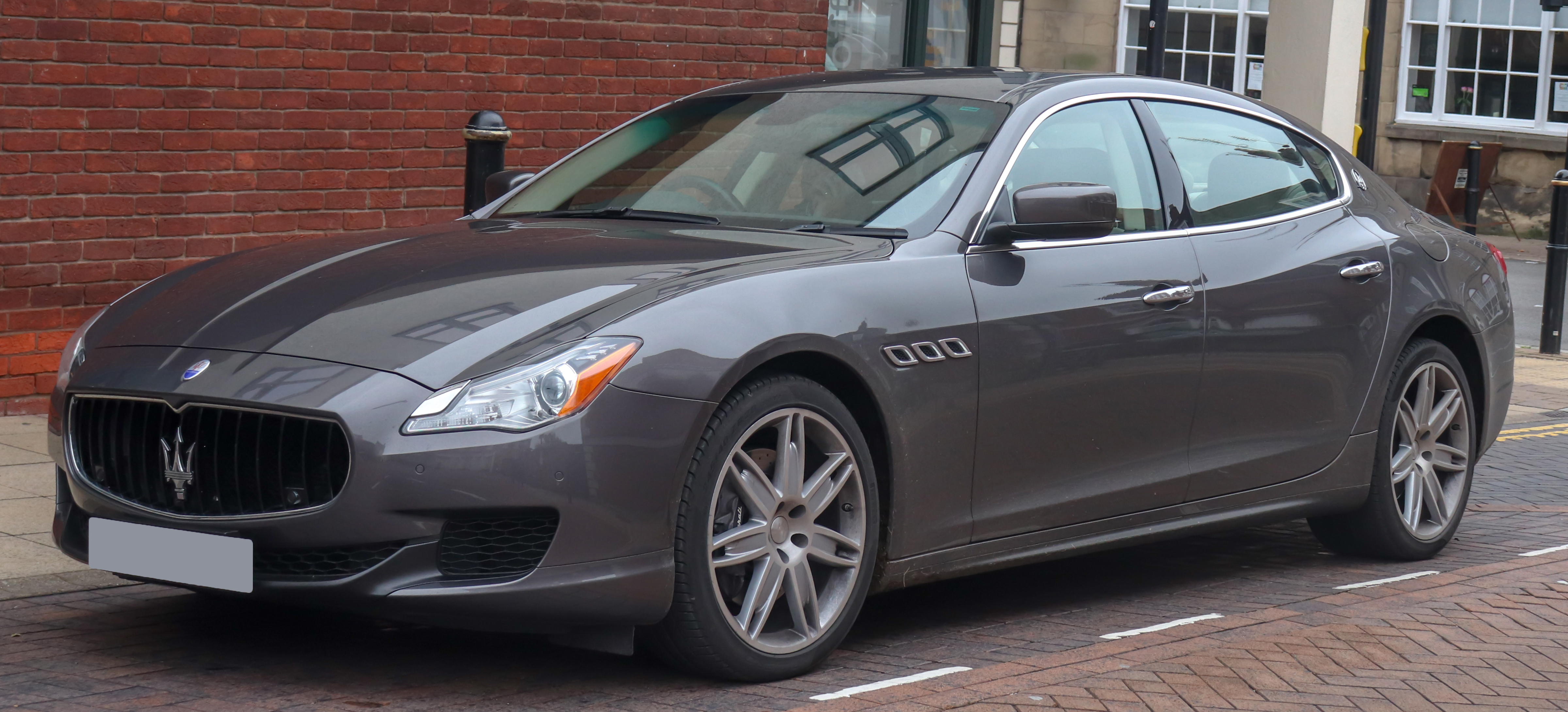
마세라티 콰트로포르테, 4도어 럭셔리 스포츠 세단형 세단

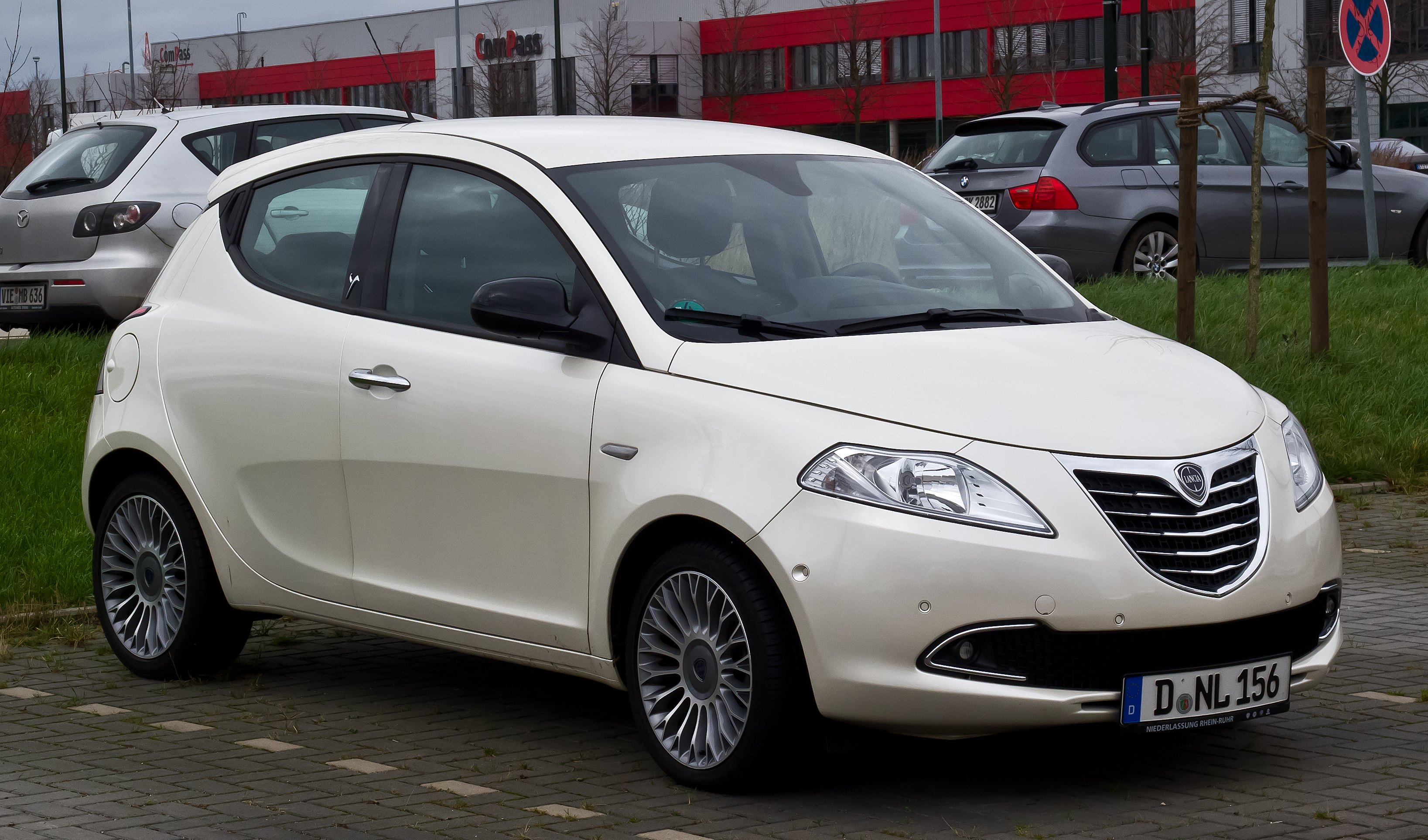
란차 입실론. 1995년부터 2005년까지 란차는 포텐차 지역의 멜피 공장에서 87만 대 이상의 입실론을 생산했다.

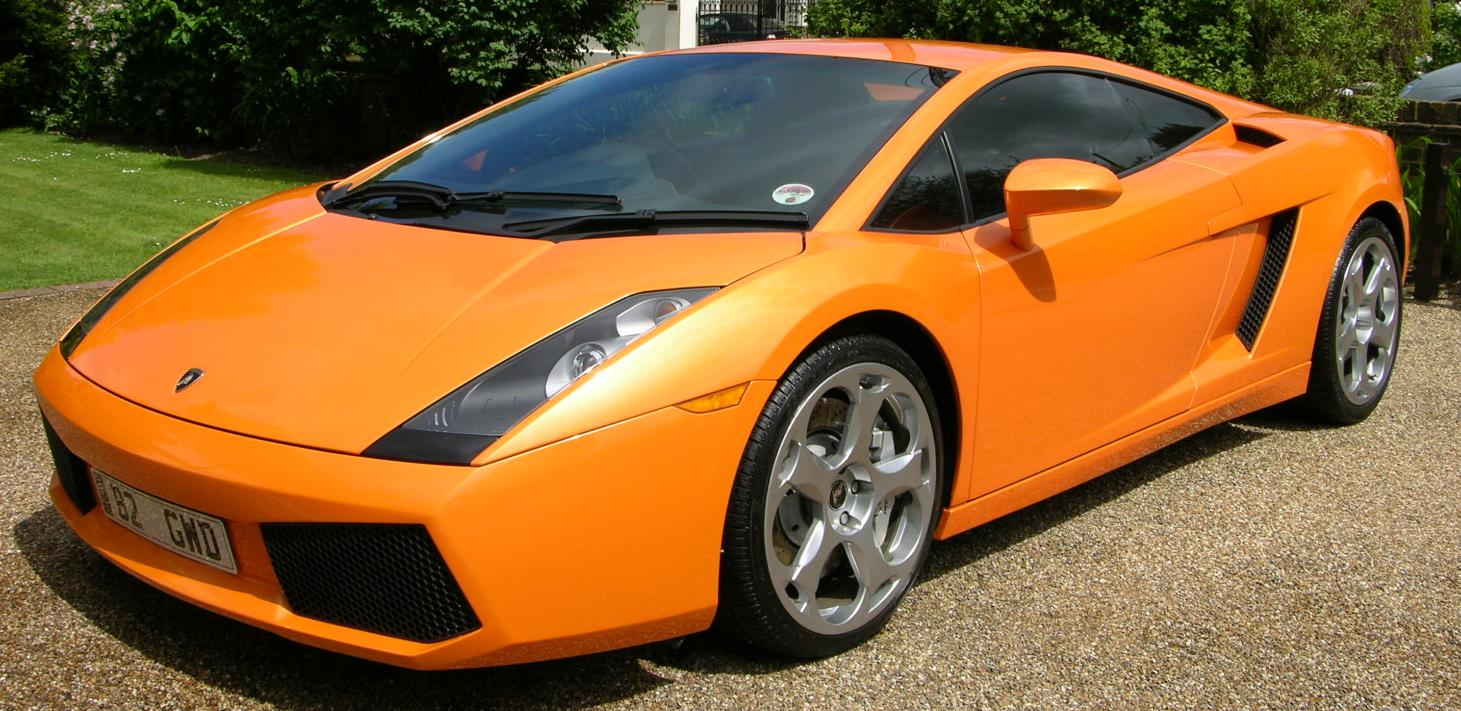
역사상 가장 많이 팔린 람보르기니인 람보르기니 가야르도

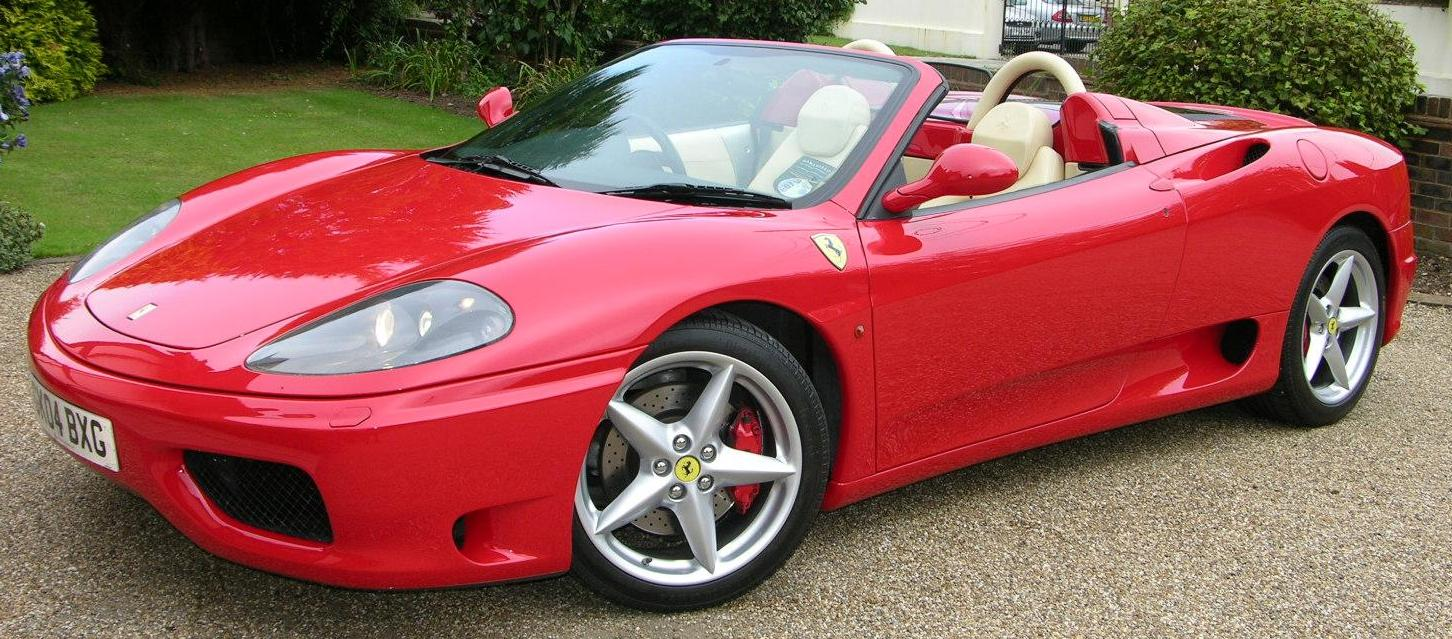
역사상 가장 많이 팔린 페라리인 페라리 360

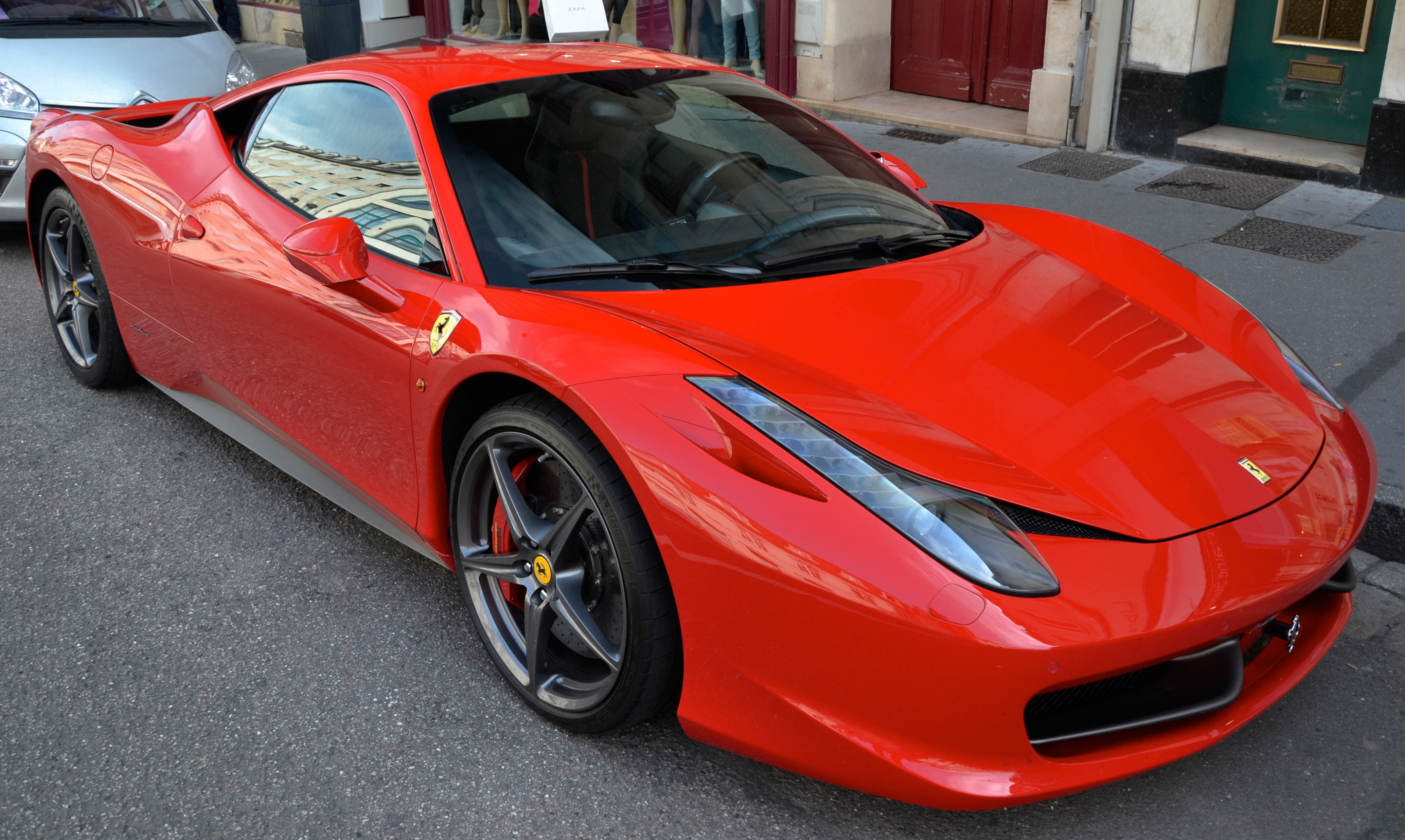
2011년 세계 퍼포먼스 카인 페라리 458 이탈리아

이탈리아 자동차 생산량:
| 연도 | 생산량    |
| ---- | --------- |
| 1913 | 2,000     |
| 1924 | 35,000    |
| 1928 | 55,000    |
| 1929 | 33,436    |
| 1931 | 15,000    |
| 1934 | 30,000    |
| 1935 | 44,000    |
| 1936 | 20,000    |
| 1937 | 34,208    |
| 1938 | 38,765    |
| 1948 | 33,000    |
| 1949 | 48,883    |
| 1950 | 129,000   |
| 1960 | 645,000   |
| 1961 | 759,000   |
| 1970 | 1,854,252 |
| 1971 | 1,817,000 |
| 1980 | 1,610,287 |
| 1981 | 1,433,000 |
| 1989 | 2,220,774 |
| 1990 | 2,120,850 |
| 1991 | 1,878,000 |
| 1994 | 1,534,000 |
| 1995 | 1,667,000 |
| 1996 | 1,545,000 |
| 1997 | 1,827,592 |
| 1998 | 1,692,737 |
| 1999 | 1,704,326 |
| 2000 | 1,741,478 |
| 2001 | 1,581,908 |
| 2002 | 1,429,678 |
| 2003 | 1,324,481 |
| 2004 | 1,145,181 |
| 2005 | 1,038,352 |
| 2006 | 1,211,594 |
| 2007 | 1,284,312 |
| 2008 | 1,023,774 |
| 2009 | 843,239   |
| 2010 | 838,400   |
| 2011 | 790,348   |
| 2012 | 671,768   |
| 2013 | 658,206   |
| 2014 | 697,864   |
| 2015 | 1,014,223 |
| 2016 | 1,103,516 |
| 2017 | 1,142,210 |
| 2018 | 1,060,068 |
| 2019 | 915,305   |
| 2020 | 777,057   |
| 2021 | 797,243   |
| 2022 | 796,394   |
| 2023 | 880,085   |
| 2024 | 591,067   |

## 제조사

### 현재 제조사

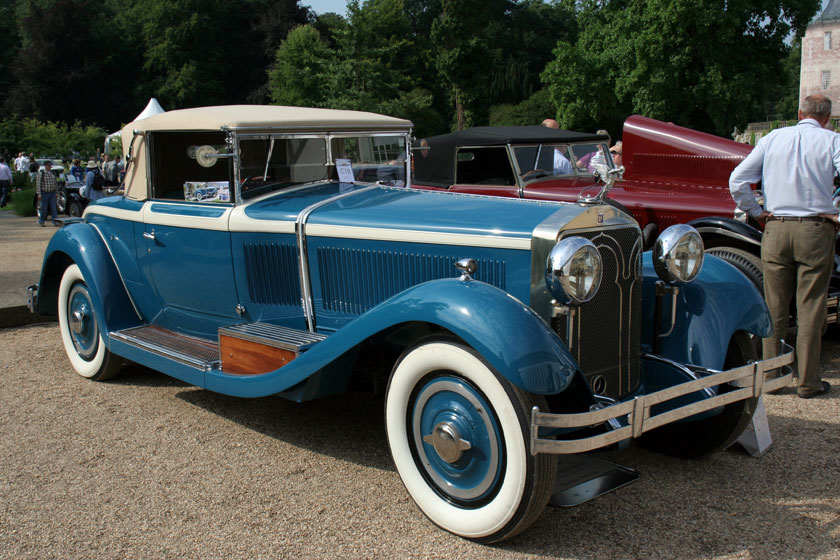
이소타 프라스키니 티포 8A

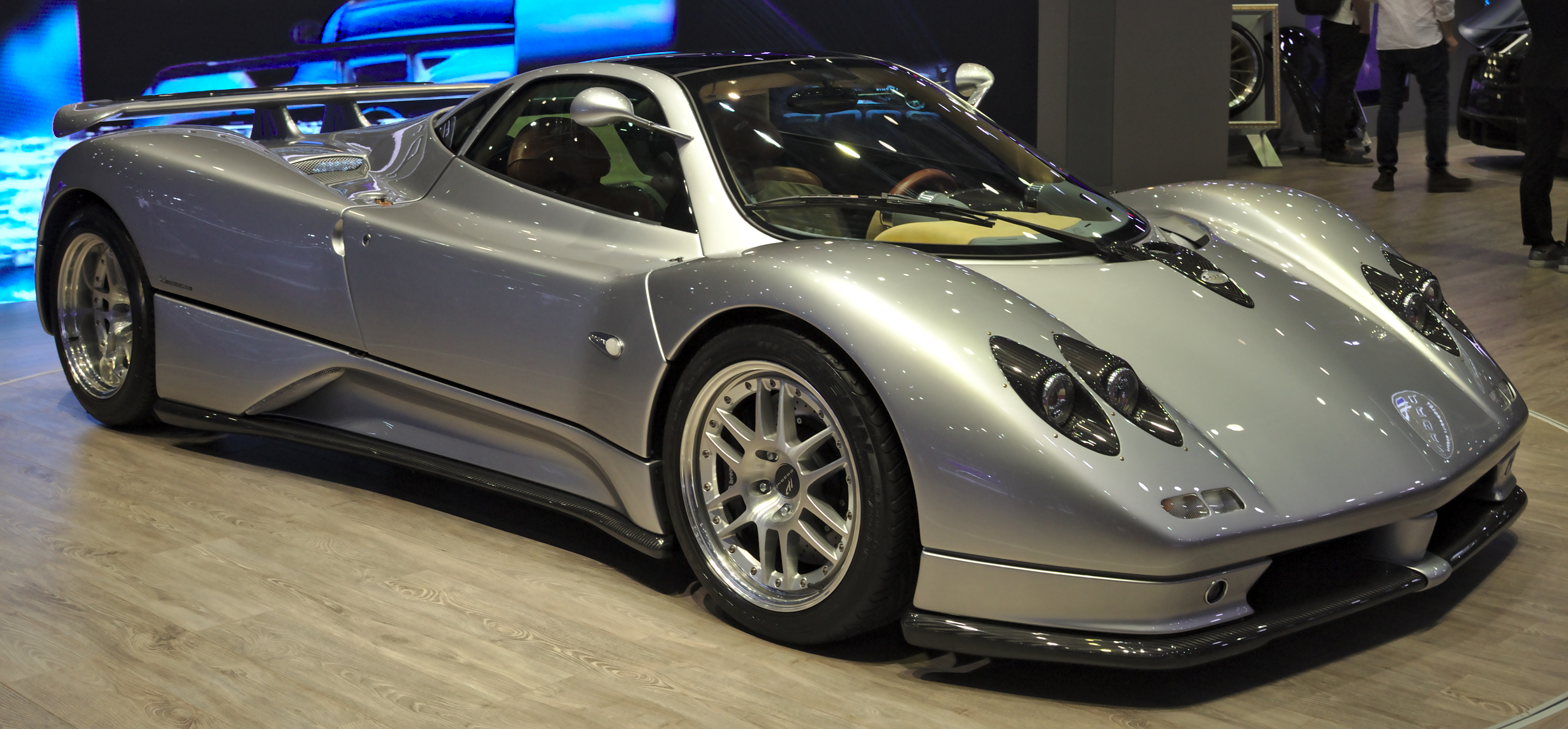
파가니 존다

이탈리아의 현재 자동차 제조사:
- 아바르트
- 알파 로메오
- 아스트라 주식회사
- B. 엔지니어링
- DR 모터
- 에스트레마
- 페라리
- 피아트
- 포르나사리
- 카살리니
- 이베코
- 이소타 프라스키니
- 이탈디자인 주지아로
- 람보르기니
- 란차
- 마니파투라 오토모빌리 토리노
- 마세라티
- 마잔티
- 파가니
- 피아지오
- 피닌파리나
- 자가토

### 폐업한 제조사
폐업한 제조사:
- APIS
- 아퀼라
- 아밀카르 이탈리아나
- 안살디
- 안살도
- 아우레아
- ATS
- ASA
- 아우토비앙키
- 반디니
- 베르토네
- 비앙키
- 비짜리니
- 브릭시아-추스트
- 체이라노
- 체이라노 GB & C
- 체이라노 형제 & C.
- 체이라노 주니어 & C.

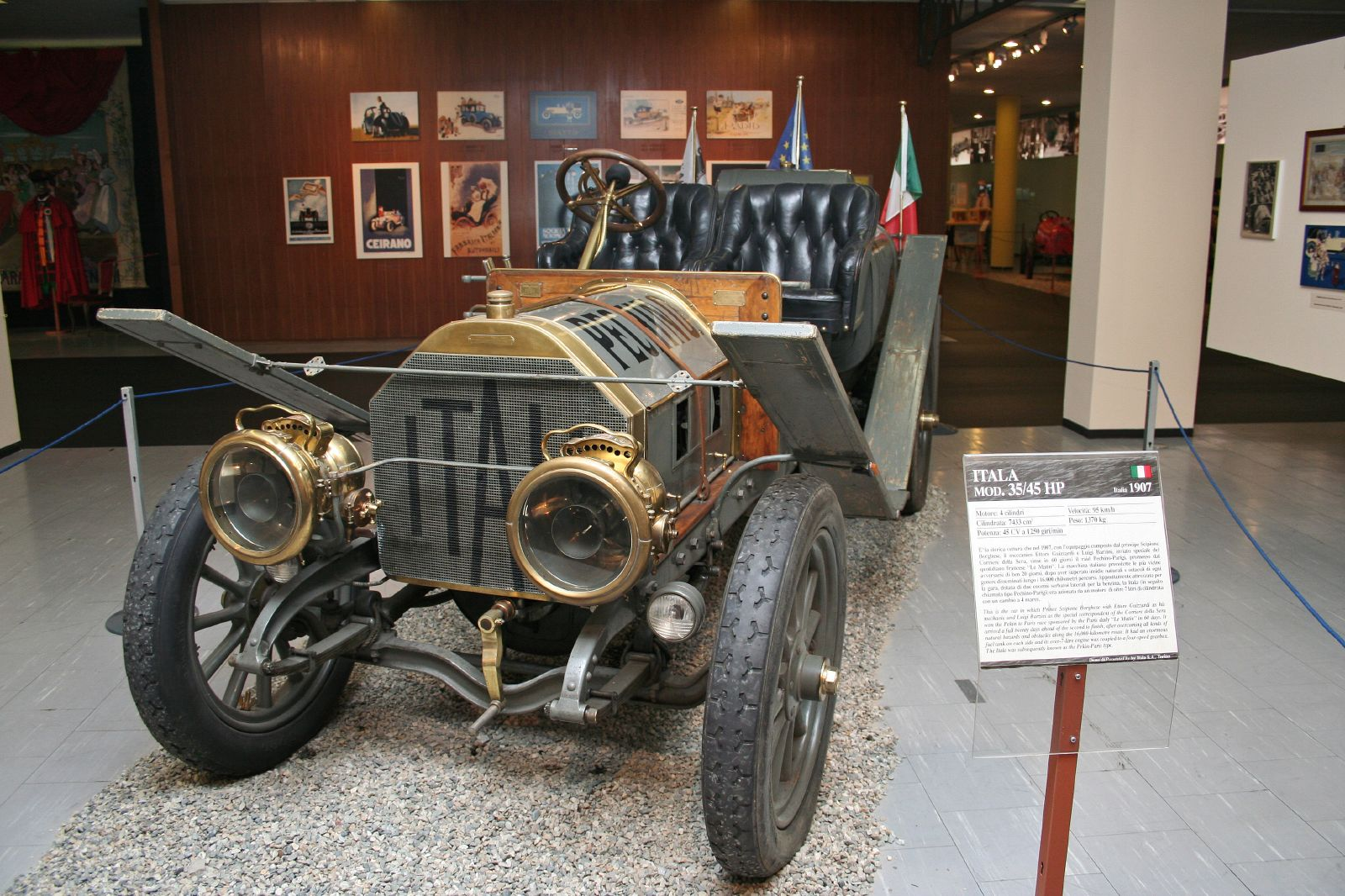
토리노의 국립 자동차 박물관에 있는 이탈라 모드. 35/45 HP는 베이징-파리 자동차 경주에서의 우승으로 유명해졌다.

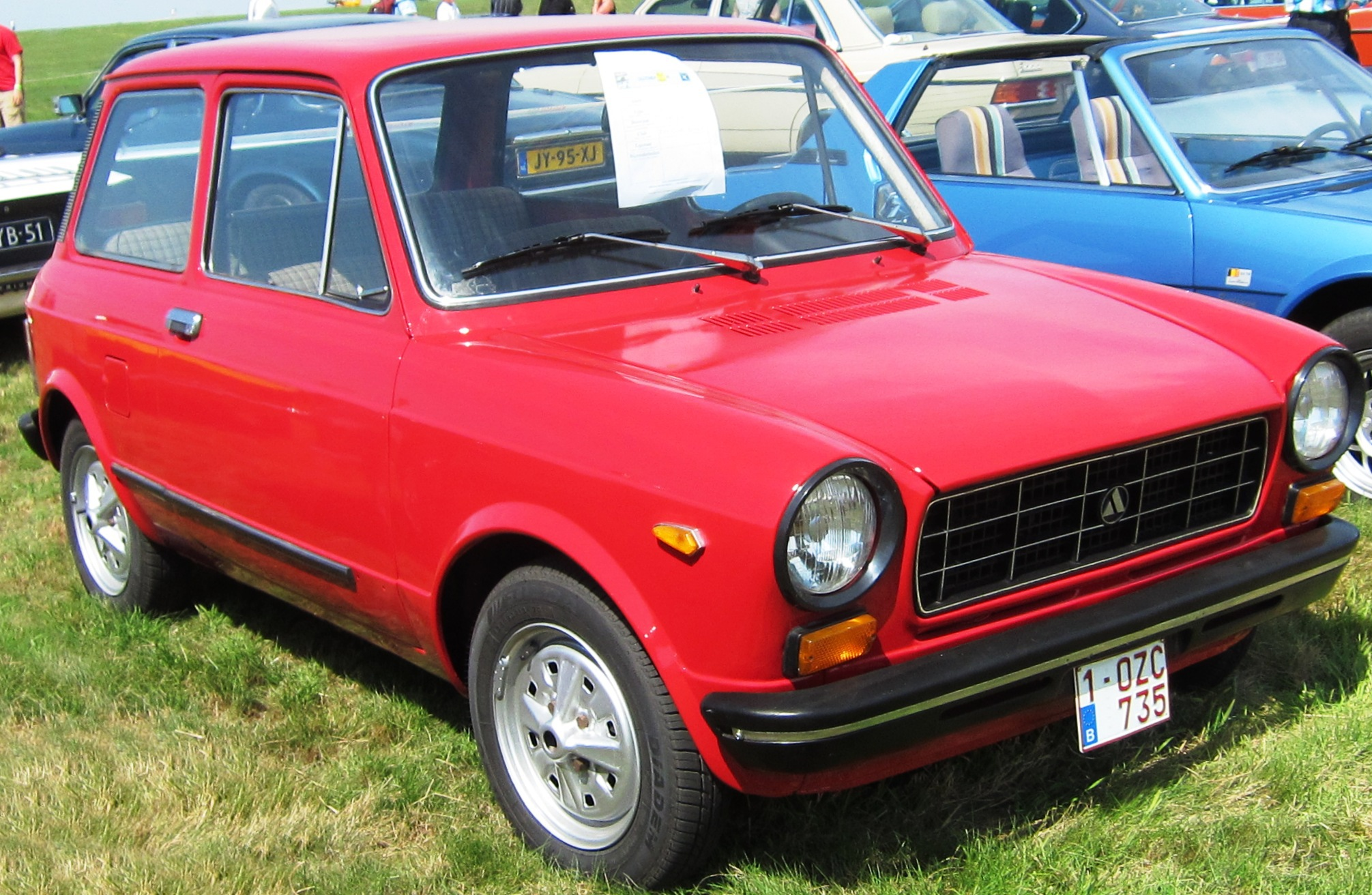
아우토비앙키 A112

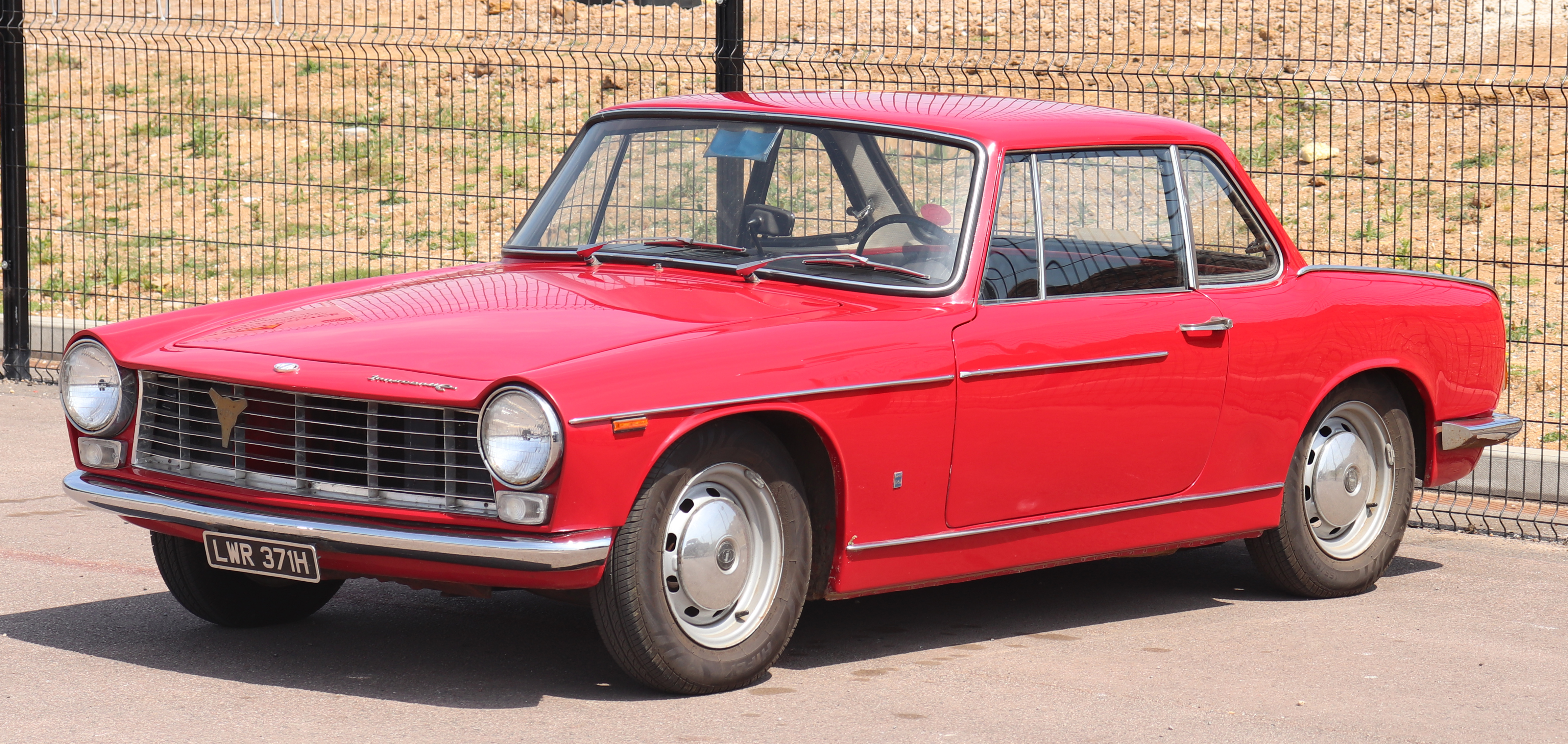
이노첸티 C 쿠페

- 체이라노 파브리카 오토모빌리 또는 조반니 체이라노 파브리카 오토모빌리
- 치리비리
- 치시탈리아
- 치제타
- 콜리
- CMN
- 드 토마소
- 데 베키
- 디아토
- 파브리카 아노니마 토리네세 아우토모빌리(FATA)
- FOD
- 파브리카 리구레 아우토모빌리 제노바 F.L.A.G. (일명 FLAG)
- 플로렌티아
- 기아
- 게카브
- 이에나
- 이노첸티
- 인터메카니카
- 이소
- 이탈라
- 마지오라
- 마틴
- 모레티
- 우피치네 나르디
- OM
- 오스카
- OSI
- 크발레
- 소시에타 토리네세 아우토모빌리 라피드 (S.T.A.R.) 라피드로 명명
- S.C.A.T. (SCAT)
- S.C.A.T.-체이라노
- 세레니시마
- 시아타
- S.P.A. (SPA)
- 스탕겔리니
- S.T.A.R. - 라피드로 명명
- 스토레로
- 추스트

## 같이 보기
- 이탈리아 기업 목록
- 체이라노 형제가 설립한 자동차 회사 목록